# Гатчина
Га́тчина (также использовались другие названия) — город (с 1796 года) в России, административный центр Ленинградской области (с апреля 2023 года) и Гатчинского муниципального округа. Город воинской славы России (с апреля 2015).
Находится в юго-западной части области, в 42 км от центра Санкт-Петербурга.
Исторический центр города, а также расположенный в городе Музей-заповедник «Гатчина» включены в список всемирного наследия ЮНЕСКО.
С 3 апреля 2023 года Гатчина официально является административным центром (столицей) Ленинградской области, до этого, с 2021 года являлась (вместе с Санкт-Петербургом) местом расположения органов власти региона.

## Название
Предшественником города Гатчины считается село Хотчино, которое впервые упоминается в Новгородской писцовой книге 1499 года, а затем, как деревня Hotzino by в Дягилинском погосте в шведских «Писцовых книгах Ижорской земли» 1618—1623 годов.
По одной из версий, этот топоним произошёл от сокращённой формы «Хот» одного из древнерусских личных имён (Хотчен, Хотимир, Хотен, Хотчена, Хотина), по другой — от древнефинского слова «хатша» — пожога; участок, где лес сожжён под пашню.
Существуют и другие версии происхождения названия Гатчины
- От слов «гать» — дорога, проложенная через топкое место, и «чинная» — важная, добротная[10].
- От немецкого выражения «Hat Schöne» — имеет красоту. Эта версия была придумана поэтом В. Г. Рубаном в угоду прусским вкусам Павла I[11].

Примерно в середине XVII века глухая фонема «Х» в названии села заменяется звонкой «Г», и село Хотчино, как и созданная близ него помещичья усадьба, превращаются в деревню Готчино и Готчинскую мызу. К концу XVII века название «Готчино» трансформируется в его современную форму, но и старая форма среднего рода продолжает использоваться вплоть до начала XX века. Так, Екатерина II выкупает у наследников графа Орлова и дарит Павлу Петровичу «мызу Гатчино с тамошним домом». «Милое Гатчино» очень любил император Александр III. На старых открытках с видами города и топографических картах начала прошлого века часто упомянуто именно Гатчино, особенно, когда речь шла о личном царском имении, состоявшем из дворца и парка – мызе. Использовался и вариант без буквы «Т». Так, на карте Санкт-Петербургской губернии Я. Ф. Шмидта 1770 года обозначена деревня Гачино при мызе Гачинской.
В 1923 году город был переименован в Троцк в честь советского политического деятеля Льва Давидовича Троцкого, за его заслуги в отражении похода Керенского — Краснова в 1917 году и во время обороны Петрограда в 1919 году. Постановление петроградского Губисполкома «О переименовании г. Гатчино и Детскосельского и Петергофского уездов» было опубликовано 1 ноября 1922 года. В пункте 1 постановления написано: «Город Гатчино переименовать в город тов. Троцкого — Троцк и объединенные уезды Детскосельский и Петергофский — в Троцкий уезд» . В 1929 году Троцкий был выслан за пределы СССР, а город Троцк переименован в Красногвардейск.
После захвата города немецко-фашистскими войсками в Великую Отечественную войну Красногвардейск был переименован оккупантами в Gattschina с марта 1943.
23 января 1944 года указом Президиума Верховного Совета СССР «О переименовании городов Слуцка и Красногвардейска и районов Слуцкого и Красногвардейского Ленинградской области» городу было возвращено историческое название — Гатчина.

## История

### Гатчина до революции
Самые ранние археологические находки на территории Гатчины датируются XIII веком, но первое известное документальное свидетельство о существовании здесь поселения появляется в 1500 году, когда в Новгородской писцовой книге упоминается «село Хотчино над озерком Хотчиным», входившее в Водскую пятину Новгородской земли.
В период Смутного времени во время Русско-шведской войны 1610—1617 годов земли, на которых находилось село Хотчино, были захвачены войском наёмников под командованием шведских полководцев 26-летнего Эверта Горна и 28-летнего Якоба Делагарди. Как писал шведский историк Юхан Видекинд о событиях того периода войны, «… солдаты вознаграждали себя за всё, даже жены и дочери крестьян были в их полном распоряжении».
Война окончилась подписанием Столбовского мира, по которому Швеция вернула России захваченные в этой войне Новгород, Порхов, Старую Руссу, Ладогу, Гдов и Сумерскую волость. Россия же уступала Швеции Ивангород, Ям, Копорье, Орешек, Корелу, Приневские и Карельские земли — то есть весь выход к Балтийскому морю и реке Неве, кроме того, Россия должна была заплатить Швеции 20 тыс. рублей серебряной монетой (что составляло тогда 980 кг чистого серебра).
С 1624 года Хотчино входило в состав Скворицкой мызы и принадлежало известному шведскому дворянскому роду Оксеншерна. Значительная часть православного населения (в том числе и православное финоязычное племя ижора) бежала в Россию с территории,  ставшей новой шведской провинцией Ингерманланд, поэтому на обезлюдевшие земли шведская администрация стала переселять финноязычные племена эвремейсов и савакотов, даровав им различные льготы. По результатам Северной Войны 1700—1721 года Пётр I смог вернуть эти земли. При этом, по условиям Ништадтского мирного договора Россия выплатила Швеции 2 000 000 иоахимсталеров (ефимков), что составляло 56 000 килограммов чистого серебра или половину годового бюджета страны.
В 1712—1714 годы Гатчинская мыза с приписанными к ней 23 деревнями стала собственностью сестры Петра I Натальи Алексеевны. После смерти царевны в 1716 году мыза была приписана придворному госпиталю, а её владельцем стал лейб-медик Петра I шотландец Роберт Арескин (Эрскин). С 1717 по 1732 год мызой владел президент медицинской канцелярии И. Л. Блументрост. В 1734 году императрица Анна Иоанновна пожаловала мызу обер-шталмейстеру князю А. Б. Куракину.
В 1765 году уже Екатерина II гатчинское имение подарила своему фавориту, графу Григорию Орлову. Летом 1766 года в имении началось строительство Большого Гатчинского дворца по проекту архитектора Антонио Ринальди, создание пейзажного английского парка и благоустройство охотничьих угодий.

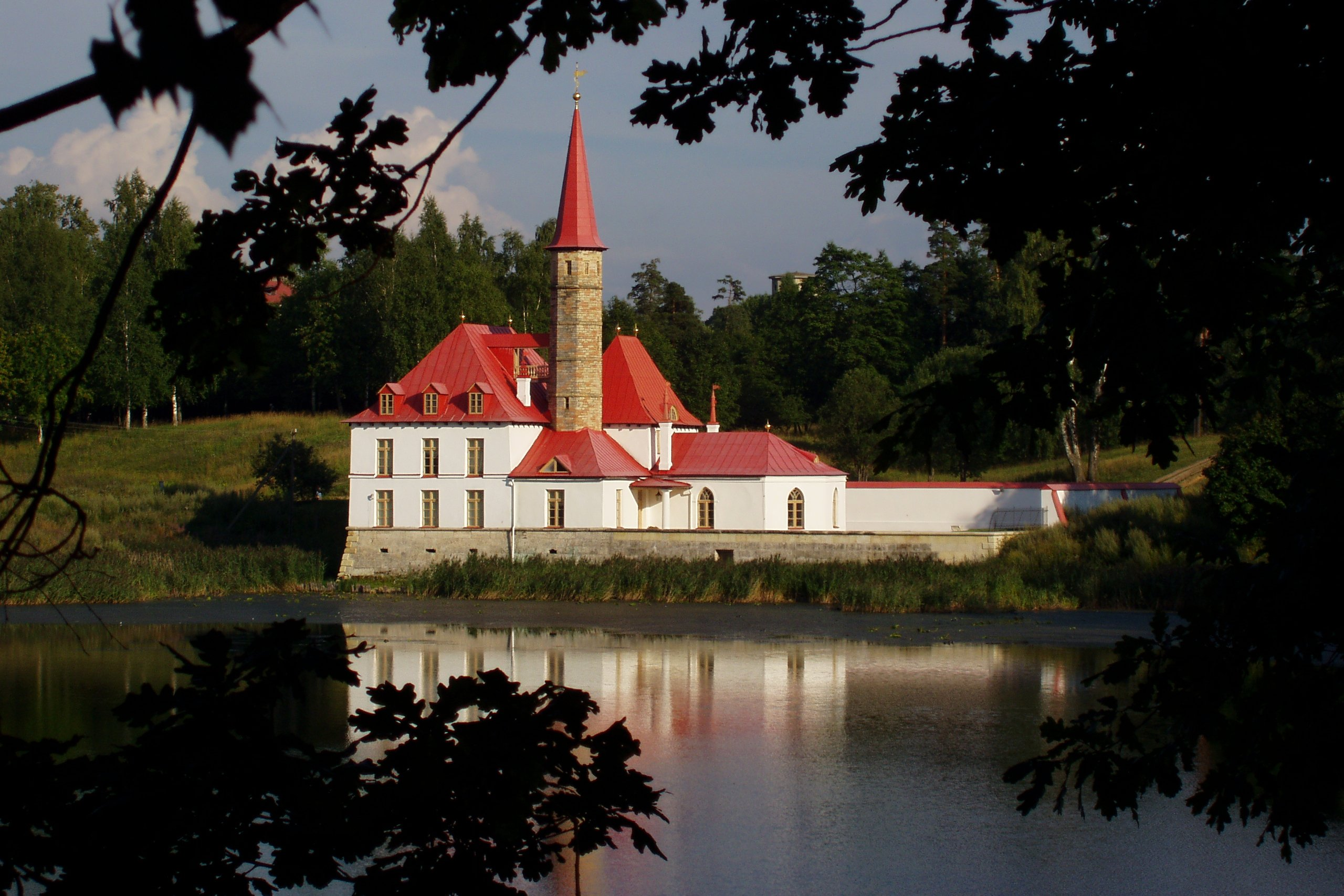
Приоратский дворец в Гатчине, построенный в 1799 году по уникальной землебитной технологии архитектором Н. А. Львовым, обошёлся казне в 12 раз дешевле, чем стоила бы аналогичная постройка из местного известняка

После рождения в 1783 году в семье наследника третьего ребёнка и первой дочери названной Александрой, и именно в связи с её рождением, Екатерина подарила сыну Гатчину, выкупленную у наследников недавно умершего графа Орлова, своего фаворита.
Главным архитектором Гатчины при Павле стал италошвейцарец Винченцо Бренна. По его проектам созданы многие парковые постройки, а в 1795 году началась реконструкция Дворца. 11 (22) ноября 1796 года Павел I присвоил Гатчине статус города.
В 1792 году 23-х летний капитан артиллерии Алексей Аракчеев был назначен комендантом Гатчины и вскоре стал начальником всех гатчинских войск наследника-цесаревича.
В 1798 году по проекту архитектора Николая Львова был построен Приоратский дворец для размещения приора Мальтийского ордена, ставший одним из символов Гатчины.
Три ценнейшие древние христианские реликвии, принадлежавшие госпитальерам — частица древа Креста Господня, Филермская икона Божией Матери и десница св. Иоанна Крестителя, были доставлены в Гатчину и 12 (23) октября 1799 года и торжественно внесены в церковь Гатчинского дворца. В память об этом событии Священный Синод установил 12 (24) октября 1800 ежегодное празднование в этот день «перенесения из Мальты в Гатчину части древа Животворящего Креста Господня, Филермской иконы Божией Матери и десной руки святого Иоанна Крестителя». Данный праздник до сих пор празднуется Русской православной церковью, хотя сами святыни исчезли из России ещё во время революции и гражданской войны. Император Павел начал в Гатчинском парке строительство Харлампиевого монастыря (его отец Петр III родился в день Св. Харлампия) где должны были теперь постоянно храниться эти величайшие святыни христианского мира.
18 (29) октября 1799 года в Гатчине был заключён «Союзный оборонительный трактат» — договор России со Швецией, повторявший условия заключённого ещё королём Густавом III Дроттнингхольмского договора от 8 (19) октября 1791 года, по которому Швеция и Россия должны были присоединиться к коалиции против революционной Франции.
После убийства Павла I в 1801 году Гатчина перешла во владение его вдовы, императрицы Марии Фёдоровны. Затем владельцами города как личным имением становились российские императоры — Николай I, Александр II, Александр III.
В 1853 году до Гатчины дошла строящаяся железная дорога на Варшаву и с мая 1854 появилось паровозное сообщение с Петербургом — два поезда ежедневно.
Александр III после убийства своего отца постоянно жил с семьёй в Гатчине и отсюда руководил всей Российской империей.
В 1881 году впервые в России в Гатчине появилось электрическое наружное освещение (сначала был освещён плац перед императорским дворцом для повышения безопасности).
В 1881 году на Серебряном озере изобретатель Степан Карлович Джевецкий продемонстрировал царской семье свою подводную лодку.
В 1890 году в Гатчине проходили демонстрационные испытания винтовок Мосина. Пионер цветной фотографии в России С. М. Прокудин-Горский работал над своими изобретениями в области фотографической техники в Гатчине, будучи с 1890 года заводским управляющим и затем главой «Товарищества Гатчинских колокольного, медеплавильного и сталелитейного заводов».
В 1899 году в Гатчине была пущена в эксплуатацию опытная монорельсовая дорога длиной в 100 саж (213 м) по проекту инженера И. В. Романова. Здесь же в Гатчине изобретатель демонстрировал царской семье и другие свои разработки – электромобиль и электробус.
На Всемирной выставке в Париже в 1900 году Гатчина была признана самым благоустроенным из малых городов России.
В 1910 году в Гатчине был сооружён первый в России военный аэродром, начала работу первая в России воздухоплавательная школа "Гамаюн"; полёты в Гатчине совершали Пётр Нестеров, первая русская лётчица Лидия Зверева, первая женщина-военный пилот Евгения Шаховская и многие другие известные лётчики. 
Рядом с аэродромом, в деревне Салюзи перед Первой мировой войной возвели эллинг для строившегося крупнейшего российского военного дирижабля «Гигант».
6 (19) июня 1912 года в Салюзи прошли испытания первого в мире ранцевого парашюта. Он был сконструирован Г. Е. Котельниковым. 

#### Галерея

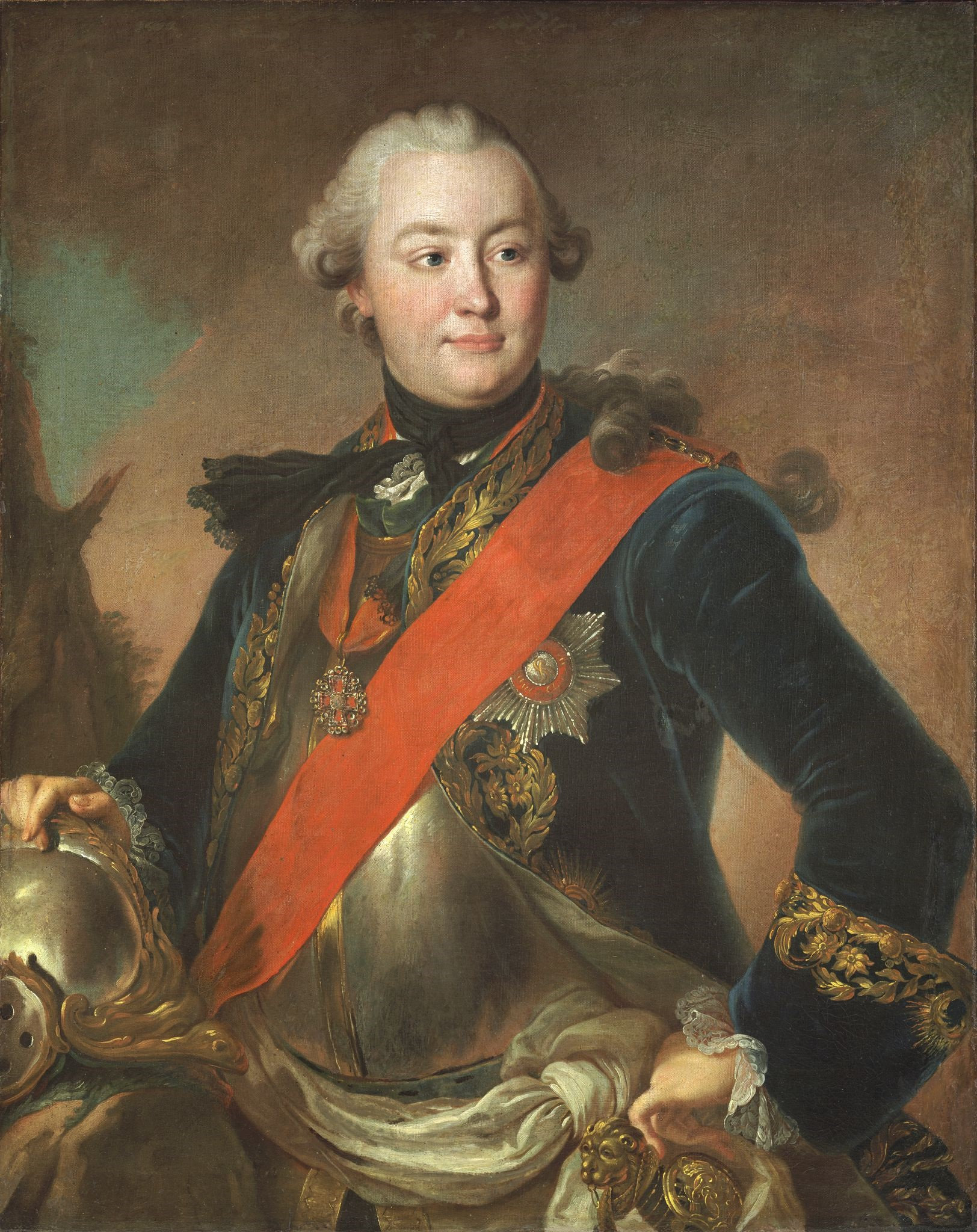
Григорий Орлов. Худ. Ф. С. Рокотов, между 1762 и 1763 годами.
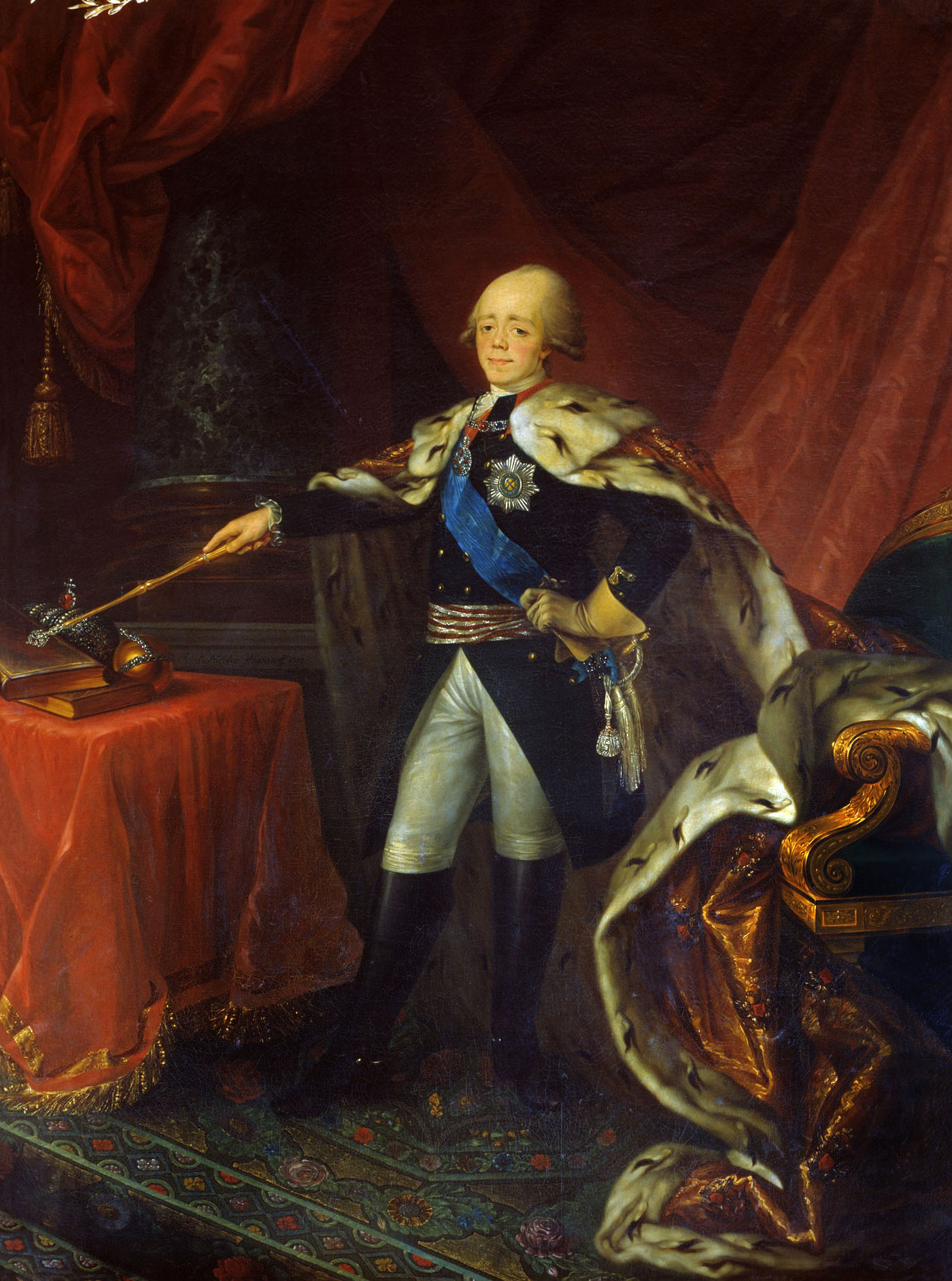
Император Павел I. Худ. Н. И. Аргунов.
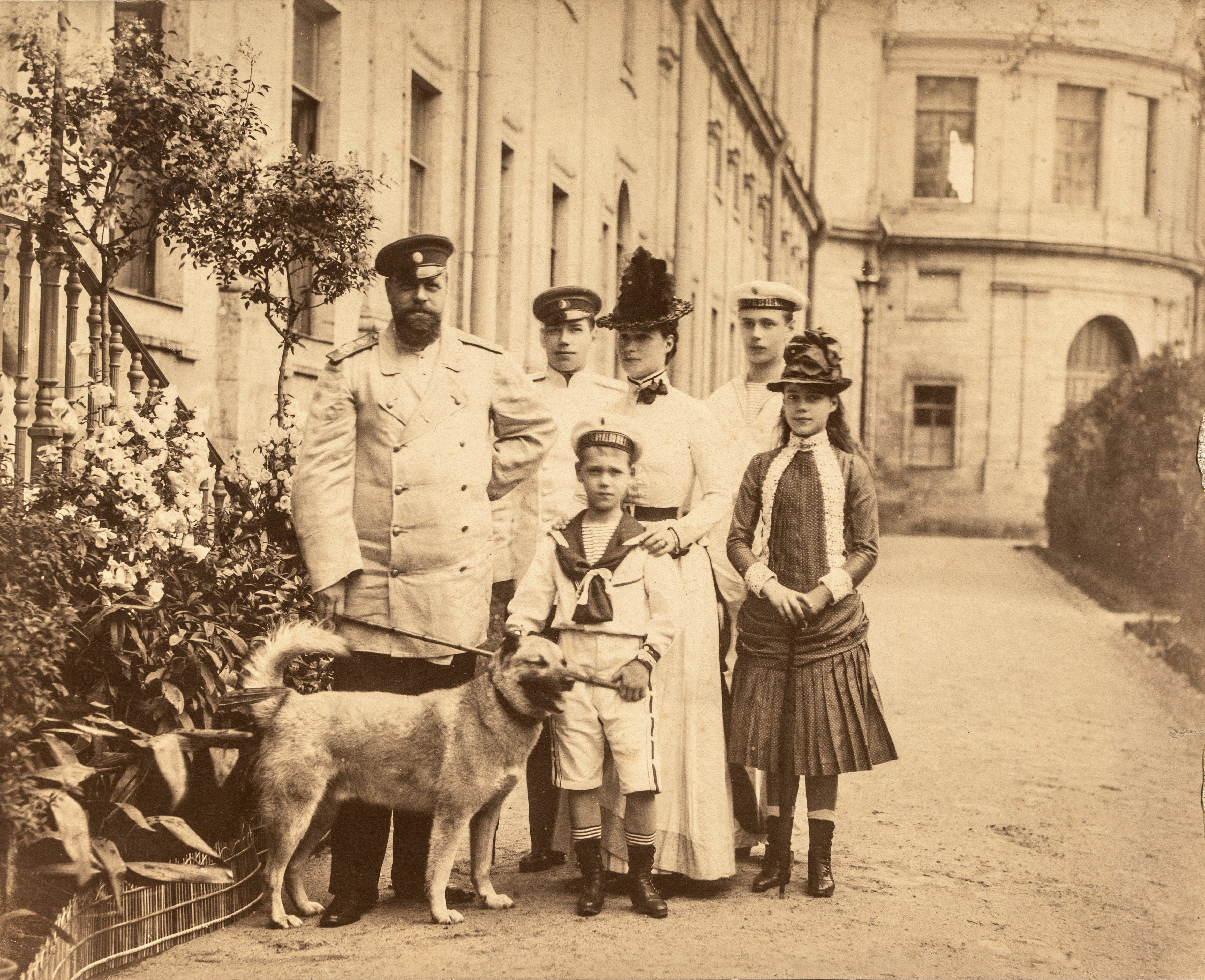
Император Александр III с семьёй в Собственном садике Большого Гатчинского дворца.
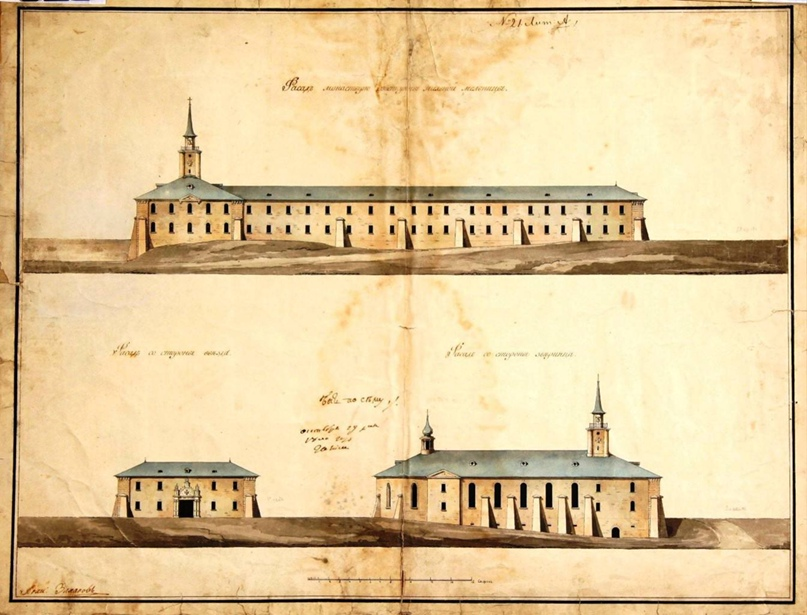
Проект Харлампиевого монастыря в Гатчине архитектора Андреяна Захарова.
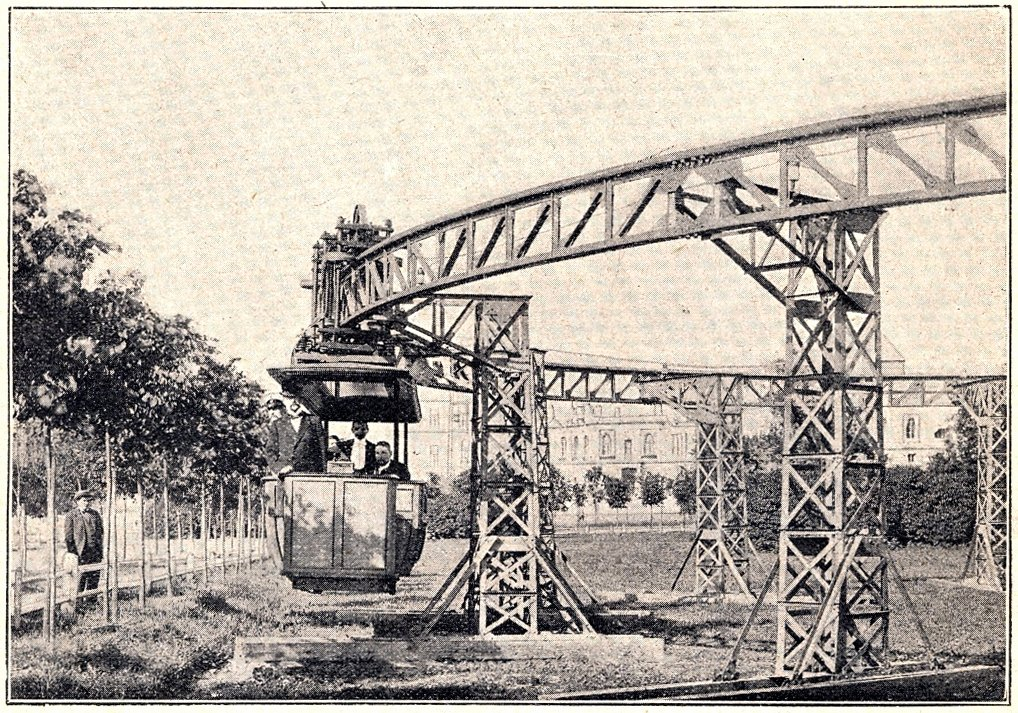
Подвесная демонстрационная дорога-монорельс Ипполита Романова на лугу между Балтийским вокзалом Гатчины и Дворцом, 1900 год.
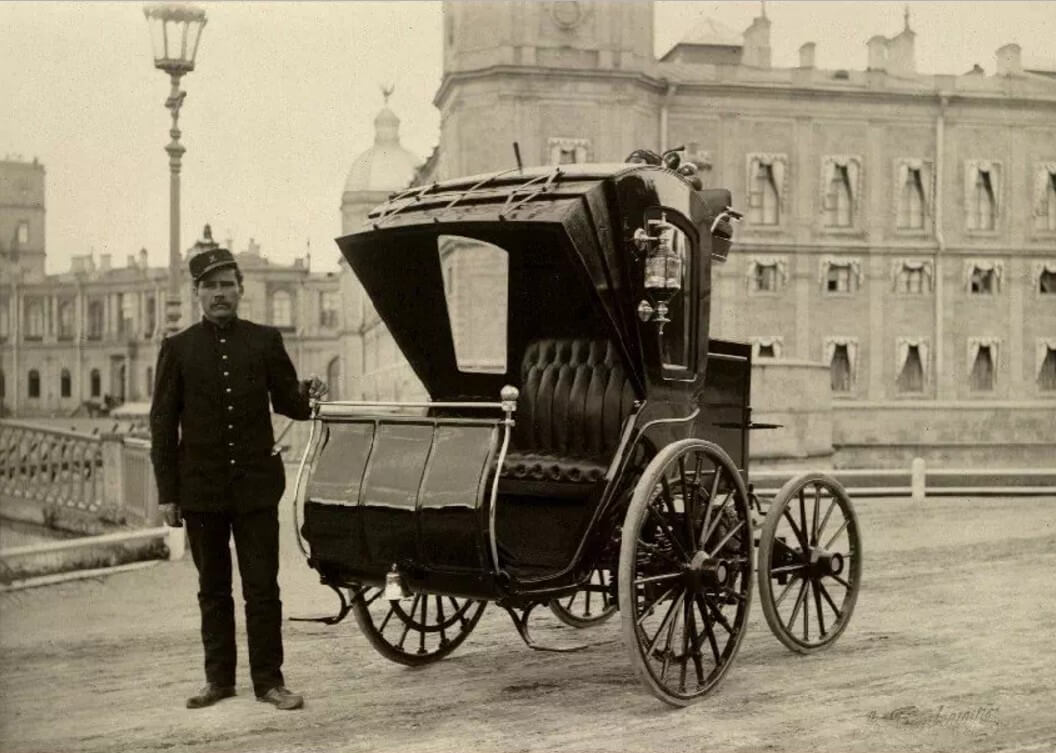
Ипполит Романов и его первый электромобиль в Гатчине, 1900 год.
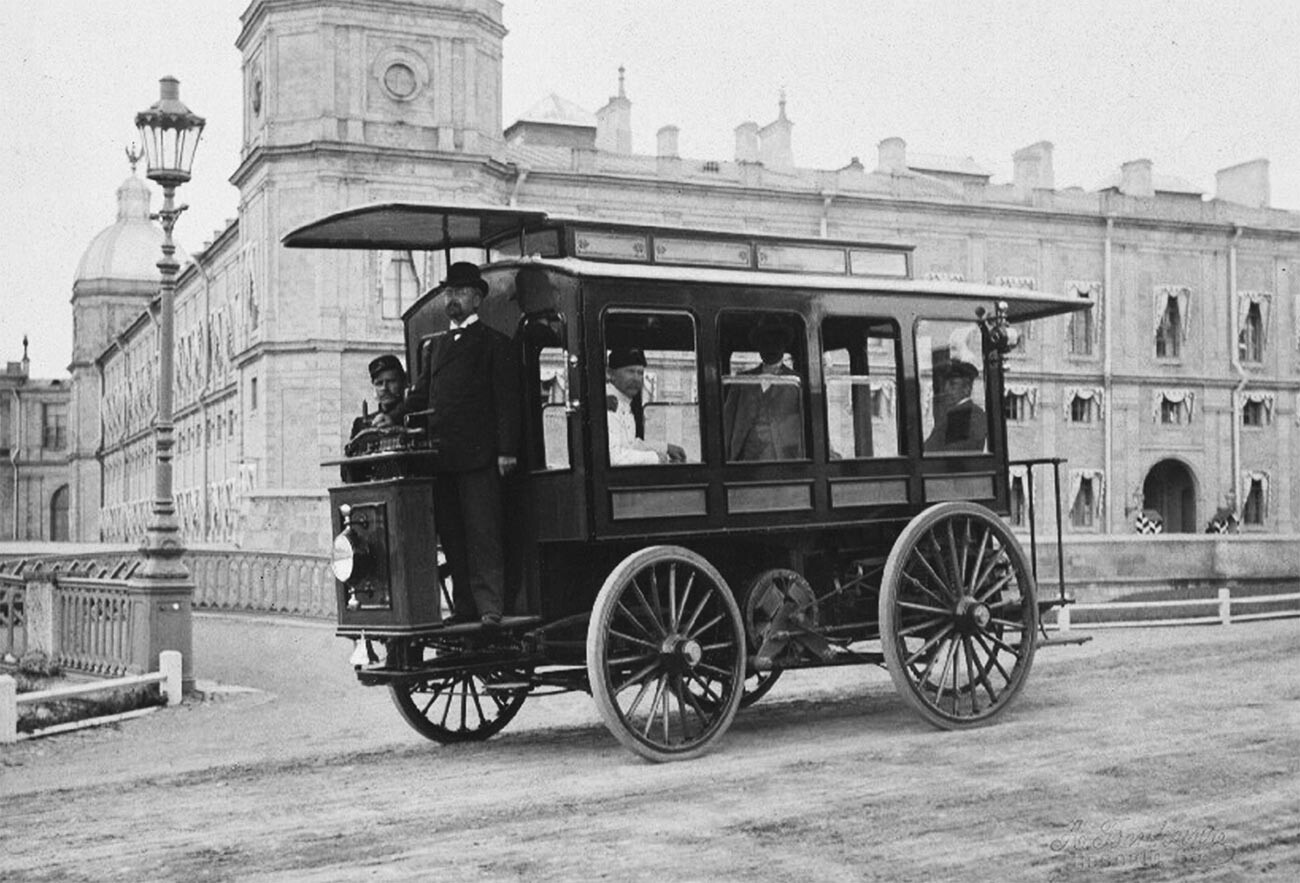
Первый электробус Ипполита Романова в Гатчине.
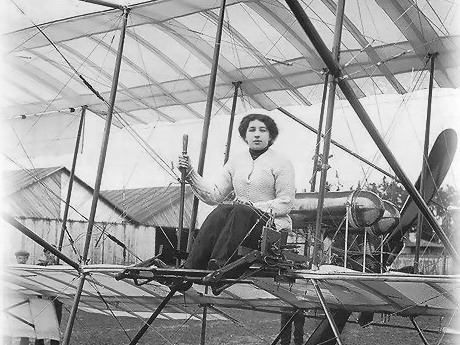
Первая русская женщина-авиатор Лидия Зверева готовится к своему первому полёту в Гатчине, 1911 год.

### После революции
1 марта 1917 года в Гатчине было поднято восстание в Западном авиационном батальоне, в результате которого было упразднено дворцовое управление и образован Гатчинский районный комитет Петроградского совета. 24 октября (6 ноября) 1917 года власть в городе перешла к Военно-революционному комитету. В ходе выступления Керенского — Краснова (26 октября (8 ноября) — 31 октября (13 ноября) 1917) город был на несколько дней захвачен войсками, наступавшими на революционный Петроград.
В 1919 году Гатчина была взята белыми во время ожесточённых боёв между белыми войсками генерала Юденича и Красной армией.
В память победы Красной армии над войсками Юденича и в честь народного комиссара по военным делам, фактического главнокомандующего РККА Л. Д. Троцкого город Гатчина в 1923 году был переименован в Троцк.
С 15 апреля по 5 мая 1926 года эллинг ремонтировал и заправлял водородом норвежский дирижабль «Норвегия», на котором отсюда  на Северный полюс отправилась полярная экспедиция Руаля Амундсена и Умберто Нобиле. 
Троцк был переименован в 1929 году в Красногвардейск. Город с 1926 по 1939 год был так же и административным центром Колпанского финского национального сельсовета.
По данным 1933 года в его состав входили 20 населённых пунктов: деревни Большое Колпано, Малое Колпано, Большая Загвоздка, Малая Загвоздка, Большое Замостье, Малое Замостье, Каргози, Большие Парицы, Малые Парицы, Немецкая Колония, Педлино, Сализи, Ряккелево, Химози, Большое Корпиково, Малое Корпиково, Новое Корпиково», а также посёлки «Ильича, Речной Первый и Солодухино, с населением 3679 человек. 
Население сельсовета составляли: т. н. «ленинградские финны» — 2973, русские — 643, другие нац. меньшинства — 301 человек.  Официальным административным языком был финский. 
Национальный сельсовет был ликвидирован весной 1939 года, а финны-ингерманландцы, составлявшие большинство его населения — депортированы. 

### Во время Великой Отечественной войны

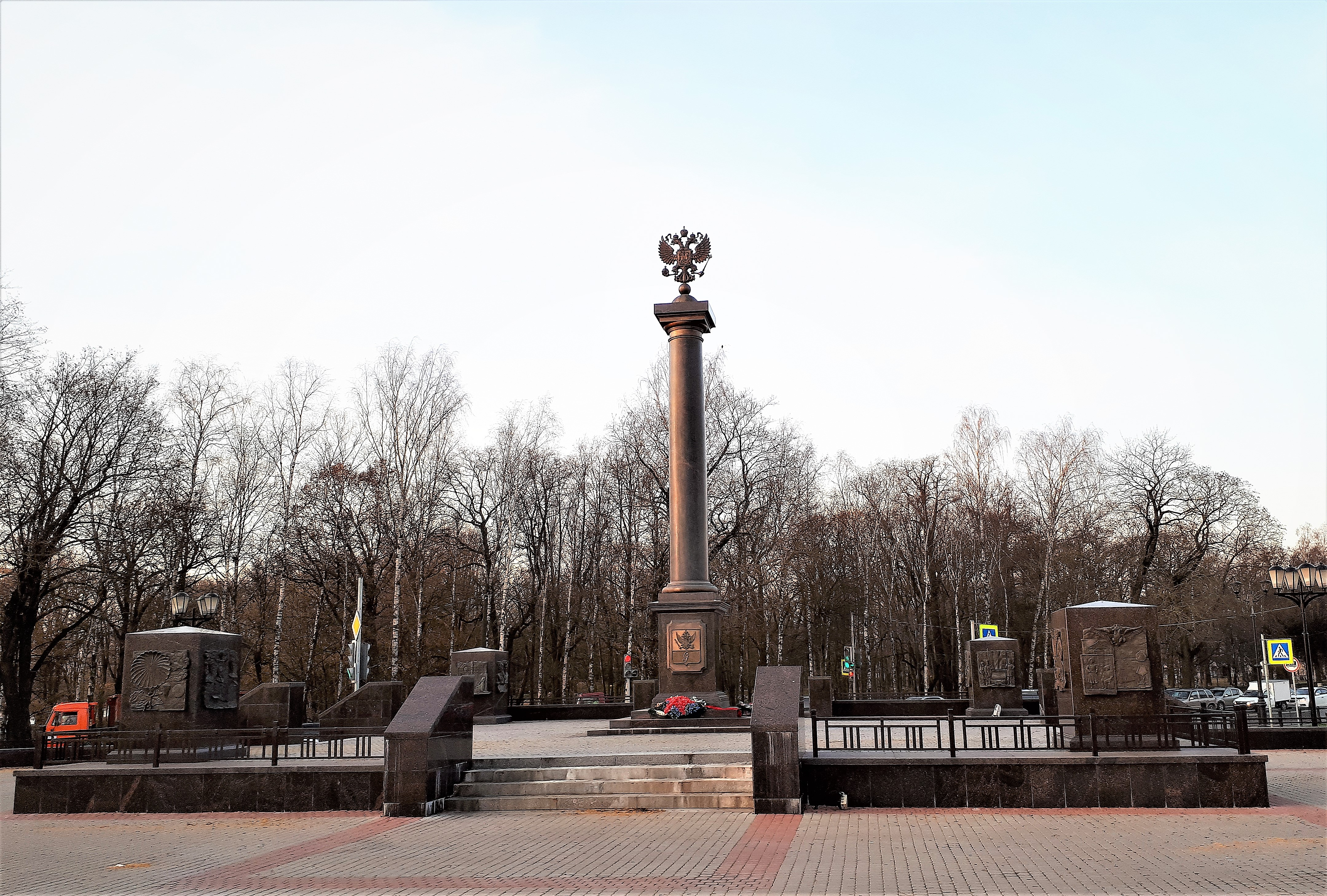
Стела «Город воинской славы» в Гатчине

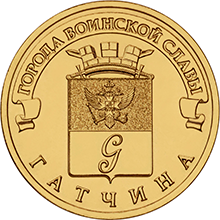
Памятная монета Банка России номиналом 10 рублей (2016) из серии «Города воинской славы»

Уже 4 июля 1941 года началось строительство Красногвардейской укреплённой позиции. 23 июля 1941 года Красногвардейский укреплённый район и одноимённое воинское формирование вошли в состав действующей армии. Оборонительные сооружения строились в основном трудовыми батальонами из числа гражданского населения Ленинграда и прилегающих районов. Штаб центрального сектора Красногвардейского укрепрайона находился в самом городе.
20 августа 1941 года в 14 часов в Красногвардейске стала слышна дальняя канонада развернувшегося сражения с немецкими танками. Выяснилось, что по ошибочному мнению военного руководства, прорвавшиеся немецкие танки уже ведут бой на окраине города в районе Колпан. А днём раньше при подготовке к эвакуации городского телефонного узла по халатности были перерезаны кабели коммутатора и полностью прервана телефонная связь в самом городе и связь с районом, Ленинградом и воинскими частями. Ориентируясь на имевшуюся информацию, начальник районного отдела НКВД принял решение о немедленной эвакуации советских и партийных работников из города и подрыве основных производств в городе. Были выведены почти весь личный состав милиции и пожарные машины, подрывы заводов и электростанций были произведены, после чего в городе возникли пожары. В спешке при эвакуации в городе было оставлено бесхозным оружие и боеприпасы.
В тот же день после прояснения ситуации, через час, руководство города и милиция вернулись в горевший город. Было проведено следствие и, спустя неделю, состоялся суд. По приговору суда руководитель отдела НКВД был приговорён к расстрелу, а почти все остальные руководители советских и партийных органов города — к большим срокам заключения.
Красногвардейск был окружён и захвачен  немецкими войсками только 13 сентября 1941 года.
Красногвардейский укрепрайон был официально расформирован 17 сентября 1941 года, но более чем трёхнедельные ожесточённые бои на позициях Красногвардейского и Слуцко-Колпинского укреплённых районов во многом предопределили провал попыток врага прорваться к Ленинграду сходу и вызвали решение фюрера об окончании штурма города Ленина и переходе к его блокаде.
Сам город и Дворцово-парковый ансамбль во время оккупации  гитлеровскими войсками претерпели значительные разрушения. Город переименован оккупантами в Gattschina в  марте 1943 года.
В годы немецкой оккупации в городе находились несколько концентрационных лагерей и пересыльных пунктов,  самый крупный — «DuLag-154»  (нем. Durchgangslager, сокр. DuLag — пересыльный лагерь) был на месте расположения завода «Граммофон» (ныне торговый центр на проспекте 25-го Октября).  Другие находились на улице Хохлова(концлагерь местного населения), на территории торфяного болота около города(концлагерь местного населения), на территории аэродрома (лагерь военнопленных) , на территории артиллерийских казарм (концлагерь местного населения).
В ходе освобождения города от немецко-фашистских войск уже 23 января 1944 года по «просьбе ленинградских организаций» указом Президиума Верховного Совета СССР Красногвардейск был переименован в Гатчину. Три дня спустя, 26 января 1944 года, после тяжёлых боёв город был освобождён советскими войсками. А 27 января стало днём окончательного снятия блокады Ленинграда и впервые отмечалось праздничным салютом в Ленинграде.

### После войны

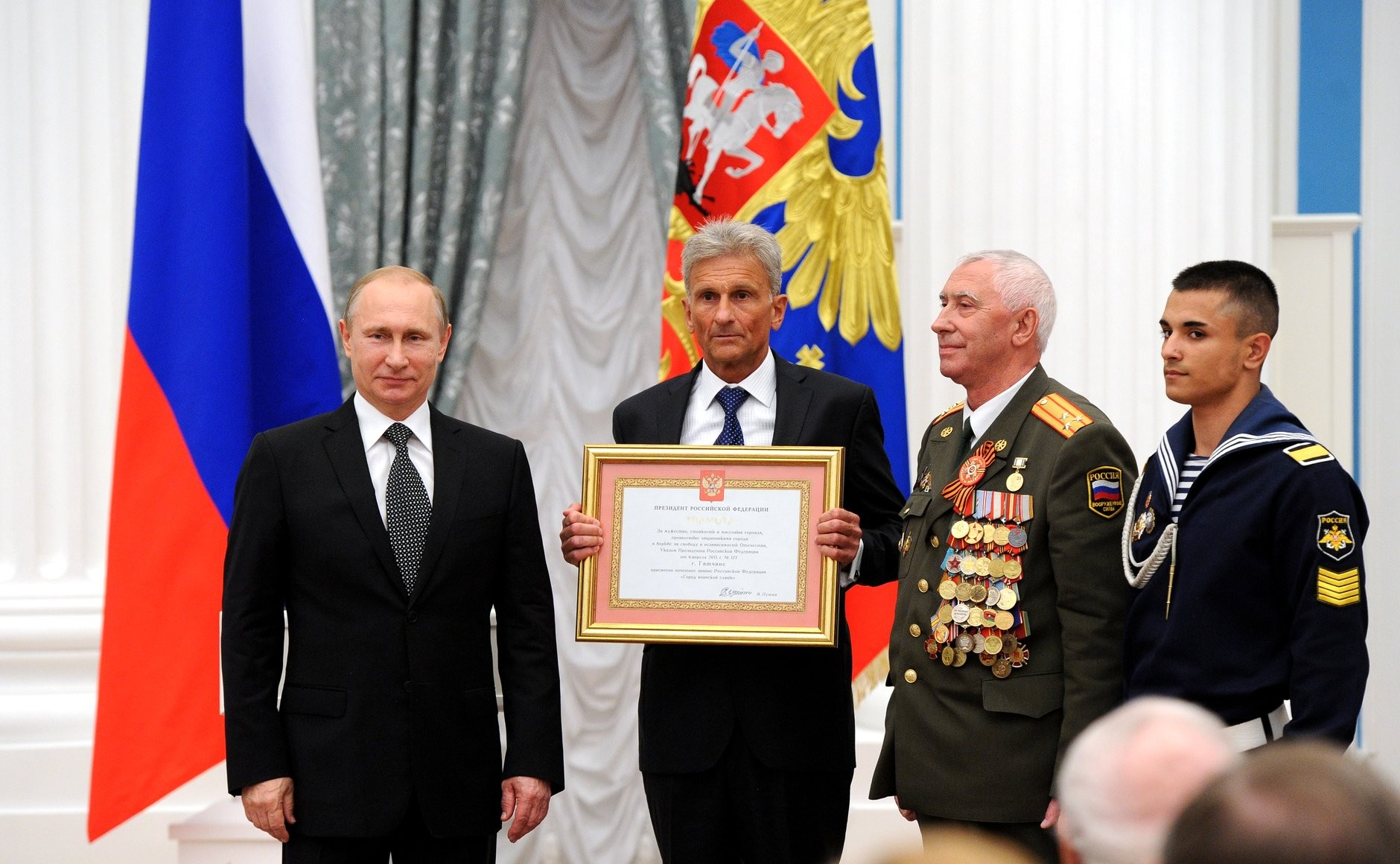
Грамота о присвоении почётного звания «Город воинской славы» вручена представителям Гатчины. Москва, Кремль, 22 июня 2015 года

В послевоенный период город был восстановлен из руин. В нём появились новые жилые микрорайоны, промышленные предприятия, институт ядерной физики.
В 1985 году открыты для посещения первые восстановленные залы Гатчинского дворца. В 1999 году по итогам Всероссийского конкурса «Самый благоустроенный город России» Гатчина заняла первое место среди городов численностью до 100 тысяч жителей.

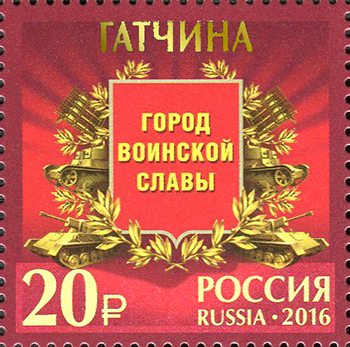
Почтовая марка России (2016). Гатчина-город воинской славы

До 2010 года Гатчина имела статус исторического поселения, однако приказом Министерства культуры РФ от 29 июля 2010 года № 418/339 город был этого статуса лишён.
В 2015 году Гатчине было присвоено почётное звание «Город воинской славы».
24 марта 2021 года законодательным собранием Ленинградской области был принят закон о внесении изменений в Устав Ленинградской области, согласно которому Гатчина стала местом нахождения высших органов государственной власти Ленинградской области. Закон был опубликован и вступил в силу 5 апреля 2021 года.
С апреля 2023 г. — административный центр Ленинградской области.
В 2024 году музей-заповедник впервые в своей истории принял миллион посетителей. 700 000 человек посетило различные объекты музея и 311 000 прогулялись в парках.

## Символика
С 13 (25) декабря 1800 года до 10 (23) ноября 1917 года Гатчина имела свой герб, который был утверждён императором Павлом I. С 4 октября 1995 года он используется как герб муниципального образования «Город Гатчина».
Описание герба: «Щит пересечён. Вверху, в золотом поле, российский государственный двуглавый орёл времён правления императора Павла I; чёрный с золотыми клювами и лапами, с червлёными (красными) языками, увенчанный тремя императорскими коронами, из которых средняя больше, с золотыми скипетром и державой в лапах, с серебряным мальтийским крестом под короной Великого магистра Державного ордена святого Иоанна Иерусалимского (Суверенного военного Мальтийского ордена) на груди; поверх креста положен червлёный щиток, обременённый золотым вензелевым именем Павла I под императорской короной. Внизу, в лазоревом (синем, голубом) поле золотая литера „G“».
Цветовая гамма герба города является традиционно ингерманландской.
В 2008 году советом депутатов был утверждён флаг муниципального образования «Город Гатчина». Он представляет собой белое полотнище с гербом Гатчины посередине.

## Физико-географическая характеристика

### Географическое положение
Город Гатчина расположен на северо-западе европейской части России, в зоне южной тайги. Географические координаты: 59°34′00″ с. ш. 30°08′00″ в. д..
Граничит:
- на севере — с Веревским сельским поселением,
- на востоке — с Новосветским сельским поселением,
- на юге — с Большеколпанским сельским поселением,
- на западе — с Пудостьским сельским поселением.

Расстояние до Санкт-Петербурга — 42 км.
Границы города, имеющие чрезвычайно изрезанный характер, были утверждены областным законом в 1997 году. При этом не были учтены потребности перспективного развития города, вне границ оказались территории некоторых предприятий и жилой застройки, логически и функционально связанные с городом.
Площадь города — 28,75 км², из них 22 % — земли общественно-деловой, промышленной и коммерческой застройки, 20 % — земли особо охраняемых природных территорий, 18 % — земли общего пользования, 11 % — земли жилой застройки. С запада на восток город протянулся на 6,5 км, с севера на юг — на 7 км.

### Рельеф и геологическое строение
Город расположен к востоку от Ижорской возвышенности.
Высоты над уровнем моря — около ста метров. Рельеф полого-равнинный с отдельными невысокими холмами.
Преобладают геологические отложения ордовикского периода, покрытые ледниковыми отложениями.

### Климат и почвы
Климат атлантико-континентальный. Морские воздушные массы обусловливают сравнительно мягкую зиму с частыми оттепелями и умеренно-тёплое, иногда прохладное лето. Средняя температура января: −7 °C, июля: +17 °C. Годовое количество осадков составляет 650—700 мм, в зимний период осадки выпадают преимущественно в виде снега. Преобладают западные и южные ветры. Весной и летом наблюдается явление белых ночей.
- Среднегодовая температура воздуха — +4,5 °C.
- Средняя скорость ветра — 2,9 м/с.

Ближайшие метеостанции расположены в Санкт-Петербурге и деревне Белогорка на юге района.
| Показатель                         | Янв. | Фев. | Март | Апр. | Май  | Июнь | Июль | Авг. | Сен. | Окт. | Нояб. | Дек. | Год |
| ---------------------------------- | ---- | ---- | ---- | ---- | ---- | ---- | ---- | ---- | ---- | ---- | ----- | ---- | --- |
| Средняя температура, °C            | −6,7 | −7,3 | −2,6 | 4,3  | 10,6 | 14,6 | 17,3 | 15,3 | 10,2 | 4,9  | −1,4  | −5,1 | 4,5 |
| Норма осадков, мм                  | 45   | 34   | 37   | 35   | 53   | 78   | 80   | 84   | 66   | 64   | 56    | 52   | 684 |
| Источник: метеостанция «Белогорка» |      |      |      |      |      |      |      |      |      |      |       |      |     |

На территории города преобладают дерново-карбонатные почвы, благоприятные для развития земледелия. Они богаты перегноем и минеральными веществами, имеют комковатую структуру.

### Гидросистема
По северной границе города протекает река Ижора (приток Невы), которая является общим водоприёмником гидросистемы города. По гатчинским паркам протекают её притоки — реки Тёплая (Гатчинка) и Колпанская (Пильчая). Также в городе расположены озёра — Белое, Чёрное, Серебряное, Филькино, Колпанское, пруды Карпин и Ковш.
Питание гидросистемы ныне обусловлено на одну треть поверхностным стоком и на две трети — родниками из подземных водных горизонтов.

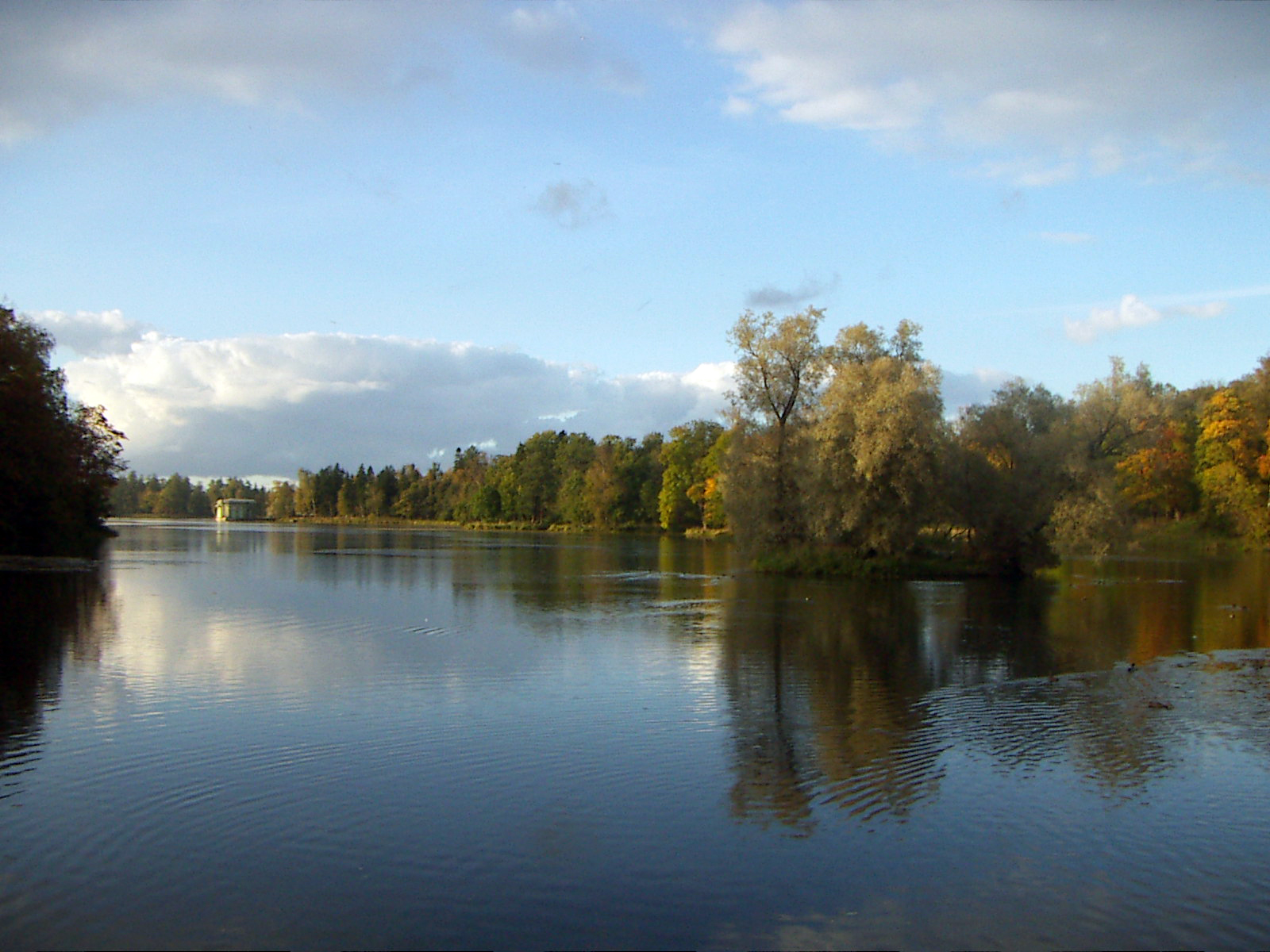
Белое озеро
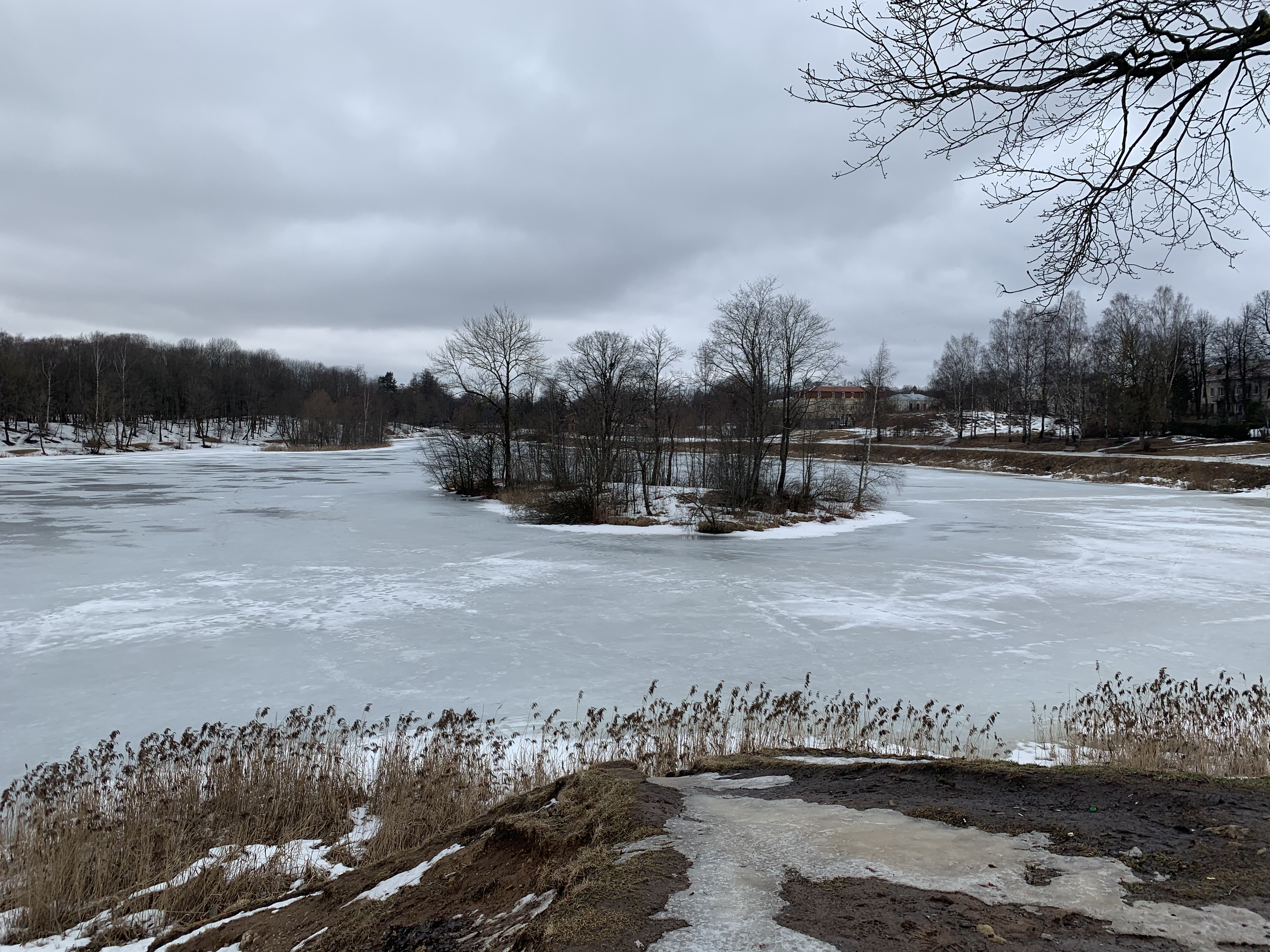
Чёрное озеро

### Гатчинская «Чудо-поляна»
Небольшой участок парка «Зверинец» называют Гатчинской «Чудо-поляной». Она входит в комплексную схему охраны природы Ленинградской области и предлагается к включению в список особо охраняемых природных территорий как памятник природы. На ней произрастают редкие виды растений: Валериана двудомная (Valeriana dioica L.), Осока Дэвелла (Carex davalliana Sm.) (занесена в Красную книгу России), Осока теневая (Carex umbrosa Host) (занесена в Красную книгу России), Безвременник осенний (Colchicum autumnale L.) (занесён в Красную книгу России), Сеслерия голубая (Sesleria caerulea (L.) Ard.).

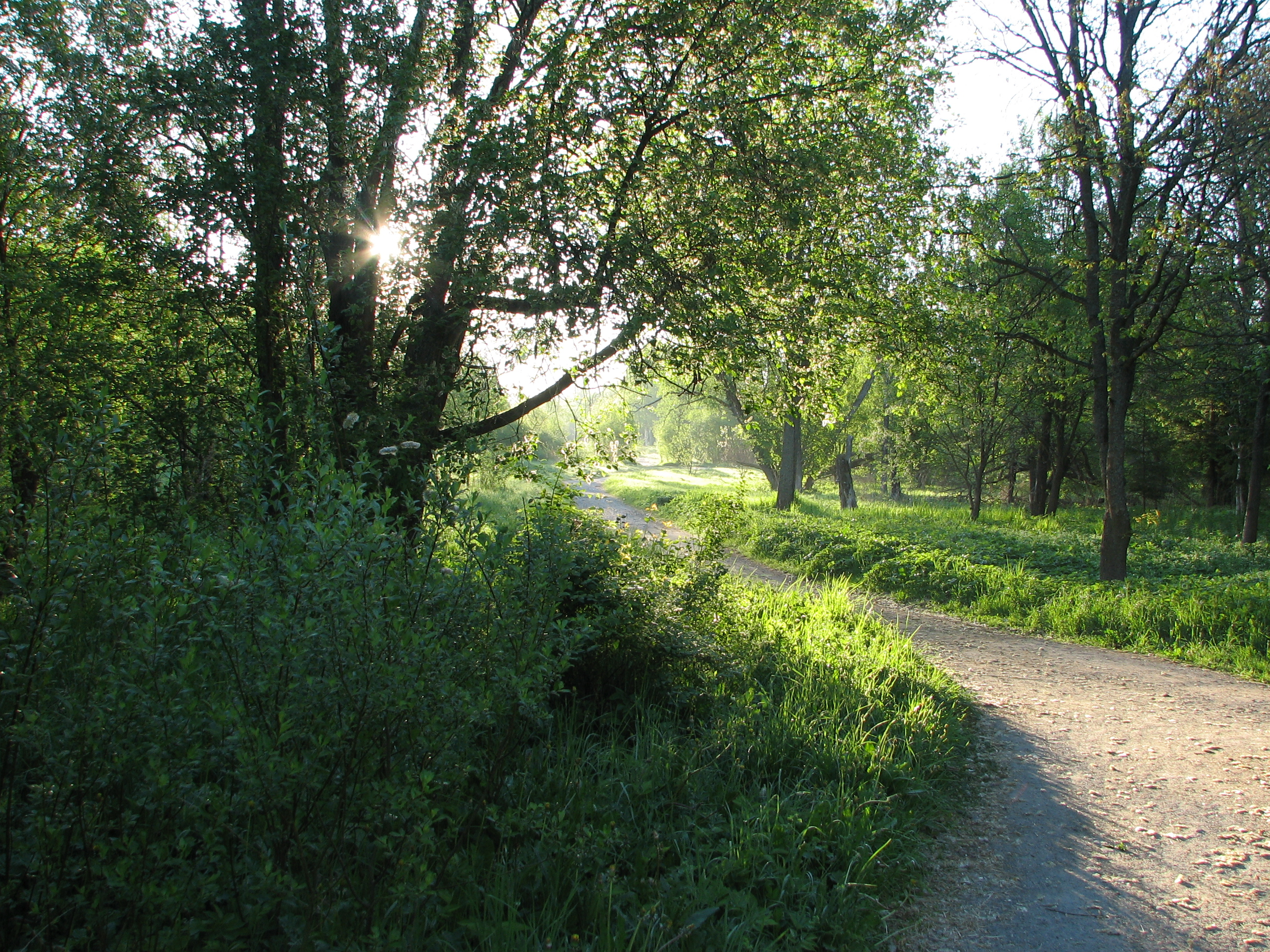
Вид гатчинской «Чудо-поляны». Раннее утро

### Экология
Уровень загрязнения атмосферы характеризуется двукратным превышением фона. Основными источниками загрязнения атмосферного воздуха являются полигон твердых бытовых отходов «Новый Свет-ЭКО» (на который вывозится мусор и отходы всего Санкт-Петербурга), промышленные предприятия, энергетические комплексы и автотранспорт.
Качество воды в системе центрального водоснабжения не соответствует нормативным показателям по содержанию железа. Интенсивным источником загрязнения среды являются промышленные и бытовые отходы. Город находится на территории с повышенной концентрацией радона.
На городской территории находятся потенциально радиационно-опасные объекты: Петербургский институт ядерной физики, в котором находятся два ядерных реактора, хранилище радиоактивных отходов, исследовательские лаборатории. Там же расположен научно-экспериментальный комплекс Радиевого института.

## Население
| 1838    | 1840    | 1856    | 1860    | 1862    | 1893    | 1897    | 1920    | 1923    | 1926    | 1931    | 1935    | 1939    |
| ------- | ------- | ------- | ------- | ------- | ------- | ------- | ------- | ------- | ------- | ------- | ------- | ------- |
| 3000    | ↗5400   | ↘5200   | ↗9200   | ↗9227   | ↗14 500 | ↗14 824 | ↘14 087 | ↗15 793 | ↗16 600 | ↗19 000 | ↗38 700 | ↘38 201 |
| 1943    | 1944    | 1959    | 1967    | 1970    | 1973    | 1976    | 1979    | 1982    | 1986    | 1987    | 1989    | 1992    |
| ↘22 000 | ↘2500   | ↗36 725 | ↗53 000 | ↗63 292 | ↗68 000 | ↗73 000 | ↗75 153 | ↗77 000 | ↗80 000 | ↗81 000 | ↘79 714 | ↗80 900 |
| 1996    | 1997    | 1998    | 2000    | 2001    | 2002    | 2003    | 2005    | 2006    | 2007    | 2008    | 2009    | 2010    |
| ↗81 000 | ↗81 800 | ↘81 400 | ↗81 800 | ↘81 700 | ↗88 420 | ↘88 400 | ↗88 500 | ↗89 100 | →89 100 | ↗89 900 | ↗90 147 | ↗92 937 |
| 2011    | 2012    | 2013    | 2014    | 2015    | 2016    | 2017    | 2018    | 2019    | 2020    | 2021    | 2023    | 2024    |
| ↘92 900 | ↗93 843 | ↗95 135 | ↗95 860 | ↗96 334 | ↘95 623 | ↘95 186 | ↘94 447 | ↘93 710 | ↘91 685 | ↗94 377 | ↘92 684 | ↘91 719 |
| 2025    |         |         |         |         |         |         |         |         |         |         |         |         |
| ↘91 514 |         |         |         |         |         |         |         |         |         |         |         |         |

На 1 января 2025 года по численности населения город находился на 183-м месте из 1124 городов Российской Федерации.
По численности населения Гатчина конкурирует за первое место в Ленинградской области с городом-спутником Петербурга Мурино. Согласно данным последней официальной переписи населения Гатчина по этому показателю стала первой в регионе. Плотность населения в 2020 году составила 3189,04 чел./км².
Город входит в состав Санкт-Петербургской агломерации. Среди значительной части населения распространена маятниковая миграция на работу или учёбу в Санкт-Петербург.
Половой состав населения:
- мужчины — 44,9 %,
- женщины — 55,1 %.

Возрастной состав населения:
- 0—4 года — 3,4 %,
- 5—14 лет — 12,7 %,
- 15—24 года — 12,9 %,
- 25—49 лет — 39,8 %,
- 50—59 лет — 11,5 %,
- 60 лет и старше — 19,7 %.

Распределение населения по экономической активности:
- работающие — 58 %,
- пенсионеры — 23 %,
- дети до 14 лет — 14 %,
- студенты — 3 %,
- безработные — 0,65 %,
- прочие — 1,45 %.

Демографическая ситуация характеризуется естественной убылью населения. В 2005 году в городе родилось 668 человек, а умерло — 1550. Однако численность населения города растёт за счёт значительного числа приезжающих в город: в 2005 году в город прибыли 2451 человек, покинули город 1086 человек. Сейчас миграционный прирост перестал компенсировать естественную убыль. Например, за 2016 год из города убыло 2980, прибыло 2983, в то же время родилось 1038, умерло 1486, то есть общее сокращение населения составило 445 человек, или 0,5 %.

### Национальный состав
Согласно данным Всероссийской переписи населения 2021 года в городе проживали 94 377 человек, из них русские — 78 584, украинцы — 687, белорусы — 393, татары — 315, армяне — 299, узбеки — 242, азербайджанцы — 199, таджики — 186, финны и ингерманландцы — 174, евреи — 83, башкиры — 58, молдаване — 51, киргизы — 49, цыгане — 47, казахи — 46, чуваши — 41, грузины — 39, поляки — 32, лезгины — 28, осетины — 26, карелы — 22, литовцы — 22, немцы — 22, эстонцы — 22, удмурты — 20, корейцы — 19, мордва — 19, казаки — 19, буряты — 18, аварцы — 16, даргинцы — 15, латыши — 12, греки — 11, кумыки — 11, марийцы — 11, болгары — 11, коми — 10, кабардинцы — 9, арабы — 8, вепсы — 8, калмыки — 7, чеченцы — 6, камчадалы — 4, каракалпаки — 4, кубинцы — 4, адыгейцы — 4, ассирийцы — 4, гагаузы — 4, туркмены — 4, ингуши — 3, испанцы — 3, рутульцы — 3, турки — 3, якуты — 3, крымские татары — 2, персы — 2, румыны — 2, поморы — 2, табасараны — 2, абхазы — 1, американцы — 1, балкарцы — 1, венгры — 1, дунгане — 1, итальянцы — 1, карачаевцы — 1, китайцы — 1, коми-пермяки — 1, курды — 1, монголы — 1, мордва-мокша — 1, мордва-эрзя — 1, ненцы — 1, ногайцы — 1, осетины-дигорцы — 1, русины — 1, саамы — 1, селькупы — 1, сербы — 1, кряшены — 1, уйгуры — 1, хакасы — 1, чехи — 1, сэту — 1, другие национальности — 1369 человек, остальные национальность не указали.

## Планировка города

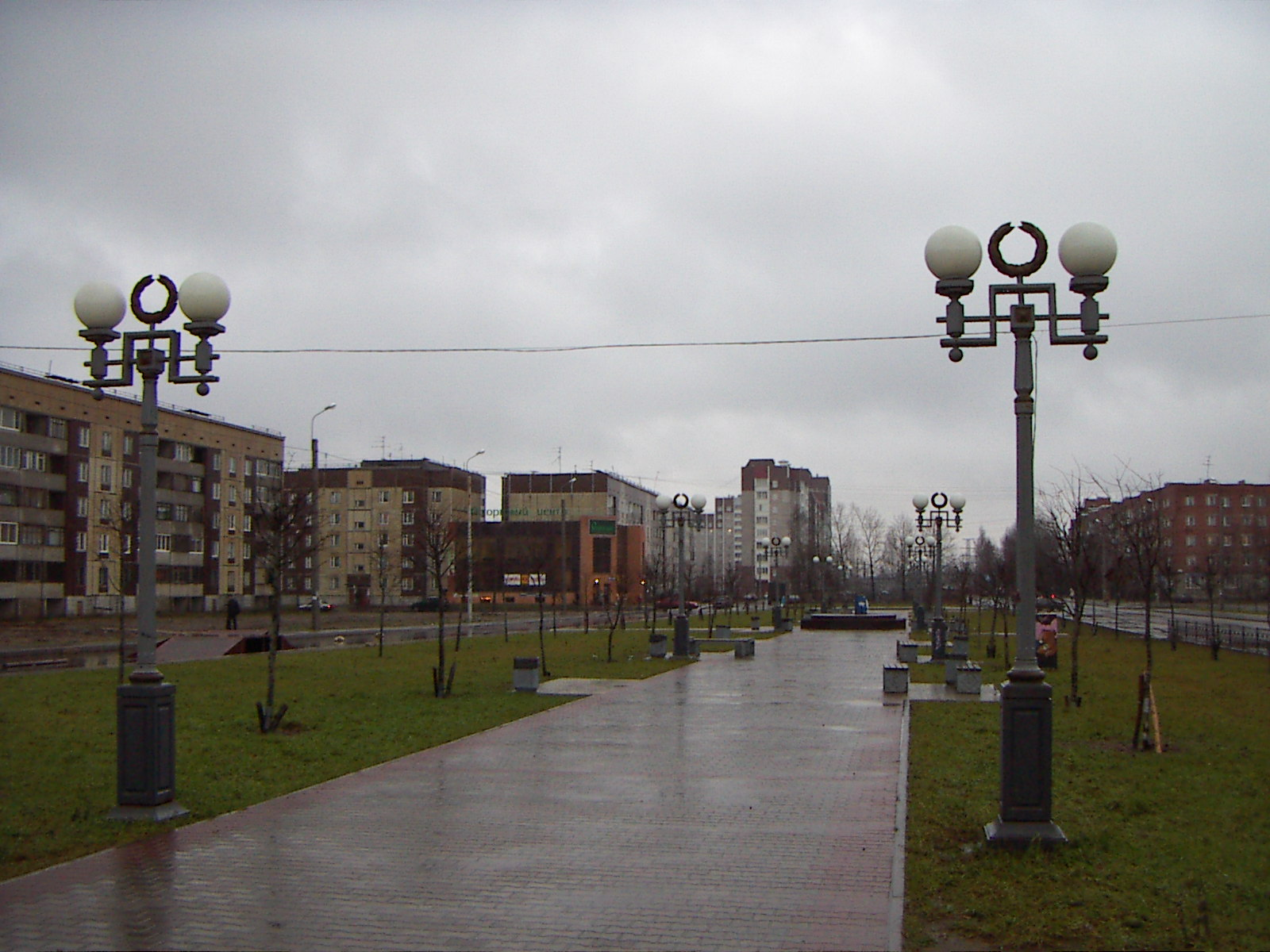
Рощинская улица

Исторически, город был личным владением главы императорского дома Романовых, поэтому Павел I и его сын Николай I лично активно участвовали в создании планировки центральной части города. Территориально ныне город состоит уже из трёх основных планировочных районов, которые разделены железнодорожными линиями. В каждом из них неофициально выделяют несколько исторически сложившихся микрорайонов.
В центральном планировочном районе основную часть территории занимают парки — Дворцовый, Приоратский, Сильвия, Зверинец и Орлова роща. К востоку от них расположены жилые микрорайоны с преобладанием многоэтажной застройки — Центр, Хохлово поле, Въезд и Рощинский. Между Дворцовым парком и Балтийской линией железной дороги находится микрорайон Красноармейский.
В юго-западной части города расположен крупный жилой микрорайон Аэродром. К северу от него находится Егерская слобода, застроенная малоэтажными частными домами, и Мариенбург, в котором частный сектор соседствует с многоэтажной застройкой. К западу от Мариенбурга находится Промзона 2, в которой сосредоточено несколько крупных предприятий. К югу от Аэродрома находятся микрорайоны с преобладанием малоэтажных жилых домов — Киевский и Химози.
Основную часть восточного планировочного района занимают Промзона 1 и Промышленный микрорайон. К югу от них находится Загвоздка — территория малоэтажной застройки.
Кроме города в состав муниципального образования входит деревня Большая Загвоздка.
В Гатчине насчитывается около 200 улиц. Главной магистралью города является проспект 25 Октября.

## Экономика
Гатчина — крупный промышленный центр. В городе расположено несколько крупных предприятий. Значительную роль в экономике города играют строительство и сфера услуг. Активно развивается малый бизнес, на долю которого приходится почти 40 % совокупного городского продукта.
В 2007 году объём отгруженных товаров собственного производства, выполненных работ и услуг собственными силами предприятий города составил 10,7 млрд рублей, что на 20 % выше уровня 2006 года. Среднесписочная численность занятых в экономике города выросла почти на 2 % по сравнению с  прошлым годом, а среднемесячная заработная плата выросла почти на 30 % и составила около 11 400 рублей.
Ежегодно в сентябре в Гатчине проводится региональная промышленно-торговая выставка-ярмарка, в которой участвуют более ста предприятий и предпринимателей из Ленинградской области, Санкт-Петербурга и других регионов. На ней представляется широкий спектр промышленной и сельскохозяйственной продукции, товаров народного потребления, проходят семинары для предпринимателей. Осуществляется розничная торговля.
В 2006 году Гатчина стала победителем V Всероссийского конкурса «Золотой Рубль» в номинации «Лучший город Российской Федерации по экономическим показателям развития» в категории «средний город» по Северо-Западному федеральному округу.

### Промышленность
Промышленность является основой экономического потенциала Гатчины и носит многоотраслевой характер. Крупнейшими предприятиями города являются:
- ОАО «Завод „КрИзо“ (Красный изобретатель)» — предприятие приборостроения судостроительной промышленности.
- ОАО «Завод „Буревестник“» — производство трубопроводной арматуры и других изделий.
- ОАО «ЛСР. Железобетон-СЗ» — изготовление железобетонных изделий для жилых, общественных и промышленных зданий, для инженерных сооружений и коммунальных сетей.
- ОАО «218-й авиационный ремонтный завод» — ремонт авиационных двигателей.
- ЗАО «Гатчинский завод „Авангард“» — производство кемпинговой мебели, металлических карнизов и пиротехники.
- ЗАО «Электронстандарт» — производство систем пожаро- и газобезопасности, литьё изделий из пластмасс.
- ОАО «Гатчинский опытный завод бумагоделательного оборудования» — производство рубительного и размалывающего оборудования.
- ООО «Галактика» — молокозавод.
- ОАО «Гатчинский хлебокомбинат» (входит в холдинг «Петрохлеб»).
- Филиал ГУП ЦНИИ «Электроприбор» НПО «Азимут» — производство навигационного оборудования, ветрогенераторов и пр.
- ООО «Гатчинский завод порошковых красок».
- ЗАО «Гатчинский комбикормовый завод».
- ООО «Гатчинский спиртовой завод».
- ОАО «РосМат» — завод по производству пластиковых плинтусов и фурнитуры для них.

На свободных площадях крупных предприятий в последние годы было открыто несколько новых производств. Среди них — ООО «Опытный завод строительных конструкций», ООО «Орион-Спецсплав-Гатчина».
В сфере материального производства занято более трети городских предприятий малого бизнеса. Среди них — производитель вин ЗАО «Бодегас Вальдепабло-Нева», типография ООО «Северо-западный печатный двор».
В 2008 году были введены в строй новые производства:
- ООО «Галактика» — молочный завод, построенный совместно с финским концерном «Valio»[112]
- ООО «Вереск-1» — предприятие по производству упаковки из гофрокартона
- ООО «Петито инвестментс» — завод по производству упаковочной ленты
- ООО «БВФ Энвиротек» — немецкое предприятие по производству фильтровальных материалов.

### Строительство
В городе работает крупный домостроительный комбинат — ЗАО «Гатчинский ССК» и ОАО «ЛСР. Железобетон-СЗ» — производитель железобетонных изделий.
В 2008 году принято в эксплуатацию семь жилых домов на 750 квартир общей площадью 39,9 тыс. м² и восемь индивидуальных жилых домов общей площадью 1815,4 м².
Осенью 2008 года ситуация на строительном рынке ухудшилась: продажи жилья сократились, началось сокращение сотрудников.

### Потребительский рынок
По состоянию на 1 января 2016 года в городе работали 2013 магазинов, ярмарочных площадок — 7, ярмарок — 17, торговых центров — 22, предприятий общественного питания — 154, предприятий общественного питания открытой сети — 124, предприятий бытового обслуживания — 354.
Состояние потребительского рынка характеризуется, как стабильное с высоким уровнем насыщенности по всем товарным группам и предоставленным услугам. 
На территории города Гатчина функционируют 22 торгово-развлекательных комплекса, количество объектов торговли в них составляет — 844.
Оборот розничной торговли на душу населения по Гатчине — 22 182,9 рублей в месяц.

### Финансовые услуги
Банковский сектор в Гатчине представлен отделениями «Северо-западного банка „Сбербанка России“», «Пойдём!», «Россельхозбанка», «Бинбанка», «Почта банка», банков «Восточный», «Санкт-Петербург», «ВТБ 24», «Московский Кредитный Банк».
Страховые услуги предоставляют компании «Согаз» «Росгосстрах», «Ренессанс Страхование», «РЕСО-Гарантия», «РОСНО» и «АСК-Петербург» и другие.

## Инфраструктура

### Жилищно-коммунальное хозяйство
Общее управление жилищно-коммунальным хозяйством города осуществляет районное муниципальное учреждение «Служба координации и развития коммунального хозяйства и строительства». Услуги населению предоставляют следующие организации:
- МУП ЖКХ г. Гатчины, в состав которого входят восемь ЖРЭУ
- ФГУП «Производственно-эксплуатационно коммунальное предприятие»
- МУП «Водоканал»
- МУП «Тепловые сети»
- ООО «Лифтсервис»[115]

Учреждениями в сфере электроэнергетики являются:
- «Гатчинские электрические сети» — филиал ОАО «Ленэнерго»
- «Гатчинские городские электрические сети» — филиал ОАО «Ленинградская областная управляющая электросетевая компания»
- Гатчинское отделение по сбыту электроэнергии ОАО «Петербургская сбытовая компания»
- Гатчинское районное отделение ООО «РКС-Энерго»
- «Городская электросеть» (муниципальное унитарное предприятие)

Организацией газоснабжения занимаются ОАО «Гатчинагаз» и абонентский участок ЗАО «Петербургрегионгаз».
В сфере благоустройства и дорожного хозяйства работают муниципальное казённое предприятие «Спецавтобаза» и ленинградское областное государственное предприятие «Гатчинское городское дорожно-ремонтное строительное управление».
Гатчина обладает развитой инженерной инфраструктурой, которая представлена муниципальными предприятиями «ЖКХ», «Тепловые сети», «Водоканал», «Спецавтобаза», «Городская электросеть», а также ФГУП «ПЭКП» и ОАО «Гатчинагаз».
В городе функционируют 11 отопительных котельных.
Протяжённость городских водопроводных сетей — 150 км, канализационных — 153 км. Действуют очистные сооружения пропускной способностью 60 тыс.м³ в сутки. Ведётся реконструкция главного канализационного коллектора.
В электрическом хозяйстве протяжённость кабельных сетей — 421,5 км, воздушных линий — 281,4 км. В обслуживании находятся 163 подстанции, 4926 светильников наружного освещения.
На границе города расположена свалка, на которой проводится захоронение твёрдых бытовых и нетоксичных промышленных отходов.

### Транспорт

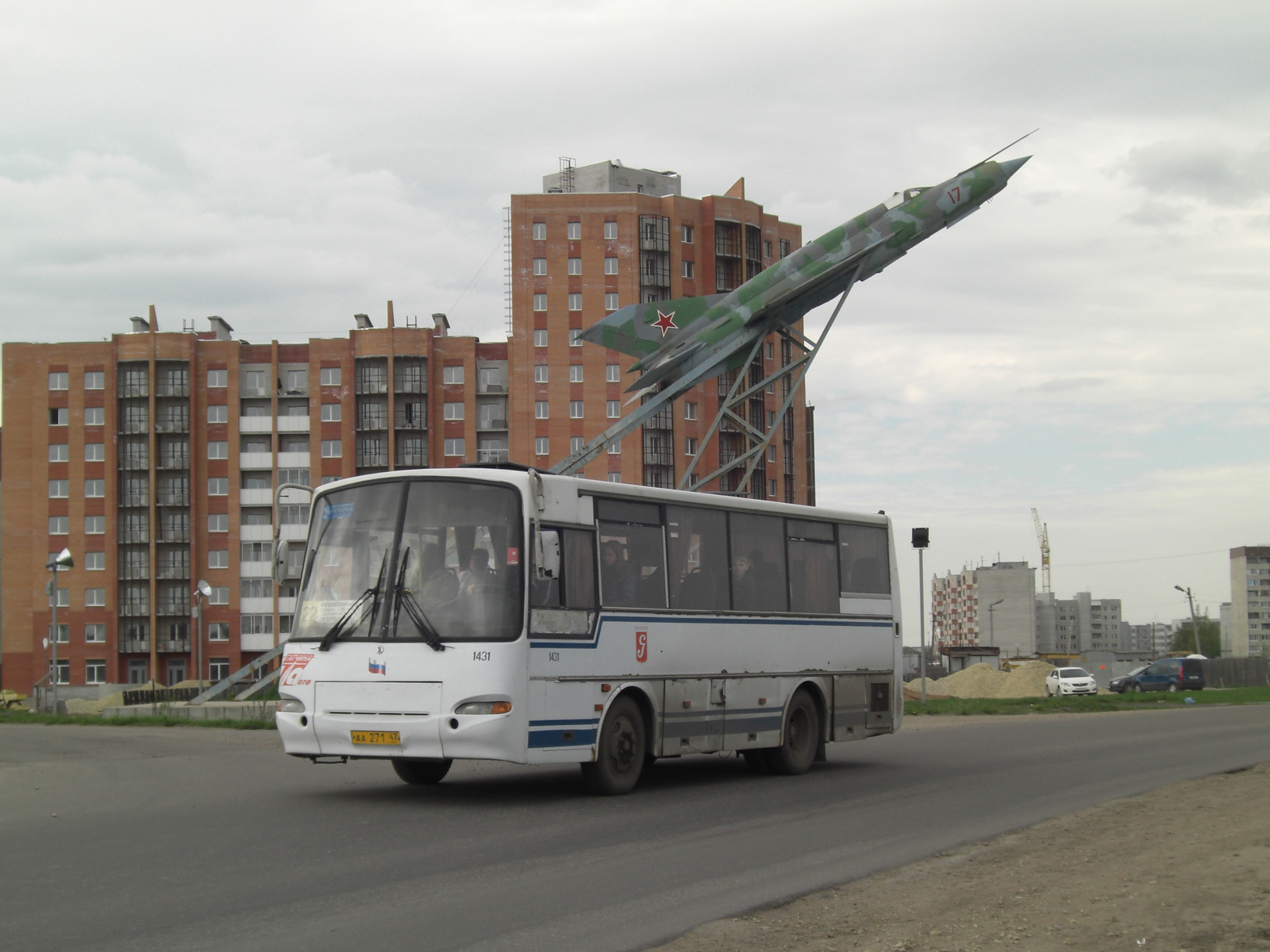
Автобус 22-го маршрута в микрорайоне Аэродром

Гатчина — крупный транспортный узел.

Карта расположения двух вокзалов в Гатчине

Через город проходят три железнодорожные магистрали Октябрьской железной дороги («Варшавская» и «Балтийская» линии, а также линия Мга — Ивангород). В городе расположены три железнодорожные станции (Гатчина-Пассажирская-Балтийская, Гатчина-Варшавская и Гатчина-Товарная-Балтийская) и два остановочных пункта (Татьянино и Мариенбург). Осуществляется пригородное пассажирское сообщение.
В городе или непосредственно рядом с ним проходят несколько крупных автодорог — федеральная автотрасса Р23 «Псков» (часть европейского автомобильного маршрута E 95), региональные автодороги А120 (Санкт-Петербургское южное полукольцо) и 41А-002 (Гатчина — Ополье), а также три автодороги местного значения — 41К-010 (Красное Село — Гатчина — Павловск), 41К-011 (Стрельна — Кипень — Гатчина) и 41К-100 (Гатчина — Куровицы).
В Гатчине насчитывается 99,3 км дорог с усовершенствованным покрытием, 40—45 тысяч автомобилей. Частым явлением являются дорожные заторы у железнодорожных переездов.
Городской общественный транспорт представлен одиннадцатью автобусными маршрутами. Пригородные маршруты, в основном, отправляются от автостанции у Варшавского вокзала. Несколько компаний осуществляют таксомоторные перевозки.
Существовали планы организации в городе троллейбусного движения.
Международный аэропорт «Пулково» находится в 30 км к северу от Гатчины.

### Средства связи и массовой информации
В городе выпускается несколько местных газет, среди которых старейшей является «Гатчинская правда». Другие периодические издания — газеты «Гатчина-инфо», «Уездные Вести», «Спектр-Гатчина», «Приневский край», «Гатчина. Район», «Гатчина Домашняя», а также «Гатчинский журнал», справочник-журнал «Гатчина».
Действует телекомпания «Ореол-ТВ» и радио «Гатчина». Вместе с газетой «Гатчина-инфо» они входят в ООО «Гатчинский телевизионно-издательский комплекс „Ореол-Инфо“», который также занимается обслуживанием телевизионных антенн и сети кабельного телевидения, которая покрывает всю многоэтажную часть города.
Оператором стационарной связи является ОАО «Ростелеком». Код Гатчины — 81371, городские номера — пятизначные. Услуги мобильной связи предоставляют «МегаФон», «МТС», «Билайн», «Скай Линк» и «Tele2».
В городе действует десять отделений «Почты России». Почтовые индексы Гатчины: 188300—188310, 188319.
Подключение к проводной сети Интернет на территории города осуществляют несколько провайдеров — АО «ЭР-Телеком Холдинг» (бренд DOM.RU), ПАО «Вымпелком» (бренд Билайн, только в микрорайоне Аэродром), ООО «ИТ-Регион» (провайдеры Астра Ореол и Гатчина Онлайн), а также ПАО «Ростелеком».
В Гатчине проходили съёмки более ста художественных и документальных фильмов. Первой из них была лента о восшествии на престол Николая II (1896 год). Также в Гатчине снимались фильмы «Суворов» (1940 год), «Левша» (1986 год), «Бедный, бедный Павел» (2003 год) и другие.

### Медицина
Основным медицинским учреждением в Гатчине является государственное бюджетное учреждение здравоохранения Ленинградской области «Гатчинская клиническая межрайонная больница», в состав которого входят стационар, поликлиника, противотуберкулёзное и психоневрологическое отделения, детская поликлиника, пять отделений врачей общей (семейной) практики, две стоматологические поликлиники и консультативная поликлиника. Кроме того, на базе больницы с 2005 года функционирует отделение гемодиализа № 3, которое являлось подразделением ГУЗ «Ленинградская областная клиническая больница», на данный момент отделение реорганизовано в состав отделения нефрологии и гемодиализа Ленинградского филиала МЧУ ДПО «Нефросовет» (работающее в системе ОМС).
Другими учреждениями здравоохранения в Гатчине являются частные стационар сестринского ухода (дом престарелых), работающий в здании бывшей узловой железнодорожной больницы, многопрофильные медицинские центры «СтомаМедСервис», «Диагностика», «Медиком», «Доктор», а также более десяти стоматологических клиник.
По состоянию на 1 января 2009 года в городе действует 27 аптек и аптечных пунктов, в том числе четыре муниципальные аптеки.
Ветеринарные услуги оказывают Гатчинская государственная ветеринарная лечебница, две частные ветеринарные клиники, а также несколько выездных ветеринарных служб.

## Архитектура
Архитектура Гатчины является ценным памятником русской градостроительной культуры XVIII—XIX столетий и отражает развитие загородной императорской резиденции этого периода.
Основная достопримечательность города — дворцово-парковый ансамбль, центральным элементом которого является Большой Гатчинский дворец, построенный в 1766—1781 годах по проекту архитектора Антонио Ринальди. Рядом с ним разбиты парки Дворцовый, «Зверинец» и «Сильвия». Другой значительной постройкой является Приоратский дворец, построенный в 1798 году по проекту архитектора Николая Львова. Вокруг него сформирован Приоратский парк. В парках города расположены парковые сооружения и павильоны, представляющие архитектурную и историческую ценность, среди которых наиболее известны Берёзовый домик и Павильон Венеры.
Одно из первых по времени описаний  Гатчинской резиденции, уже по восшествии Павла на престол, принадлежит барону Бальтазару Кампенгаузену (СПб., 1797 г.): 

«…Ансамбль в Гатчине имеет почти недосягаемое выражение благородства и величия.
…Ижора, протекающая через гатчинский сад, и несколько кристально чистых источников, содержат в себе такое сокровище прекраснейшей воды, что ею смогли заполниться многие водоемы, каналы, большие и малые искусственные озера, некоторые из которых имеют до девяти саженей глубины и при этом прозрачны до самого дна.

…Сам император Иосиф II признавал за Гатчинским дворцом преимущественное положение среди первейших дворцов Европы. »
Одним из старейших зданий города является Круглая рига на Киевской улице — здание с необычной композицией, построенное в середине XVIII века. Образцом промышленной архитектуры конца XVIII века является здание Суконной фабрики на улице Достоевского.
Одним из лучших достижений создателей архитектурного ансамбля Гатчины стала площадь Коннетабля с 32-метровым обелиском. Вблизи неё находится здание Дворцовых конюшен с монументальным фасадом, которое было построено в 1798—1800 годах.
В застройке проспекта 25 Октября значительное место принадлежит ансамблю Госпитального городка, сформировавшемуся в первой трети XIX века. Его центральным элементом является двухэтажное здание Городового госпиталя. Позади него расположено одноэтажное здание богадельни. По сторонам площади перед Госпиталем были построены каменные двухэтажные корпуса, фасады которых облицованы черницкой плитой.
Другим украшением центральной магистрали города является комплекс Сиротского института. Главное трёхэтажное здание построено в 1824—1828 годах, его фасады решены в характерных для русского классицизма лаконичных и строгих формах.
На улице Чехова сохранилась усадьба художника-карикатуриста П. Е. Щербова, построенная в 1910—1911 годах по проекту архитектора С. С. Кричинского в стиле северного модерна. Ещё одним зданием в стиле модерн является особняк С. И. Рождественского на улице Хохлова, построенный в 1913 году по проекту архитектора Н. В. Гастева.

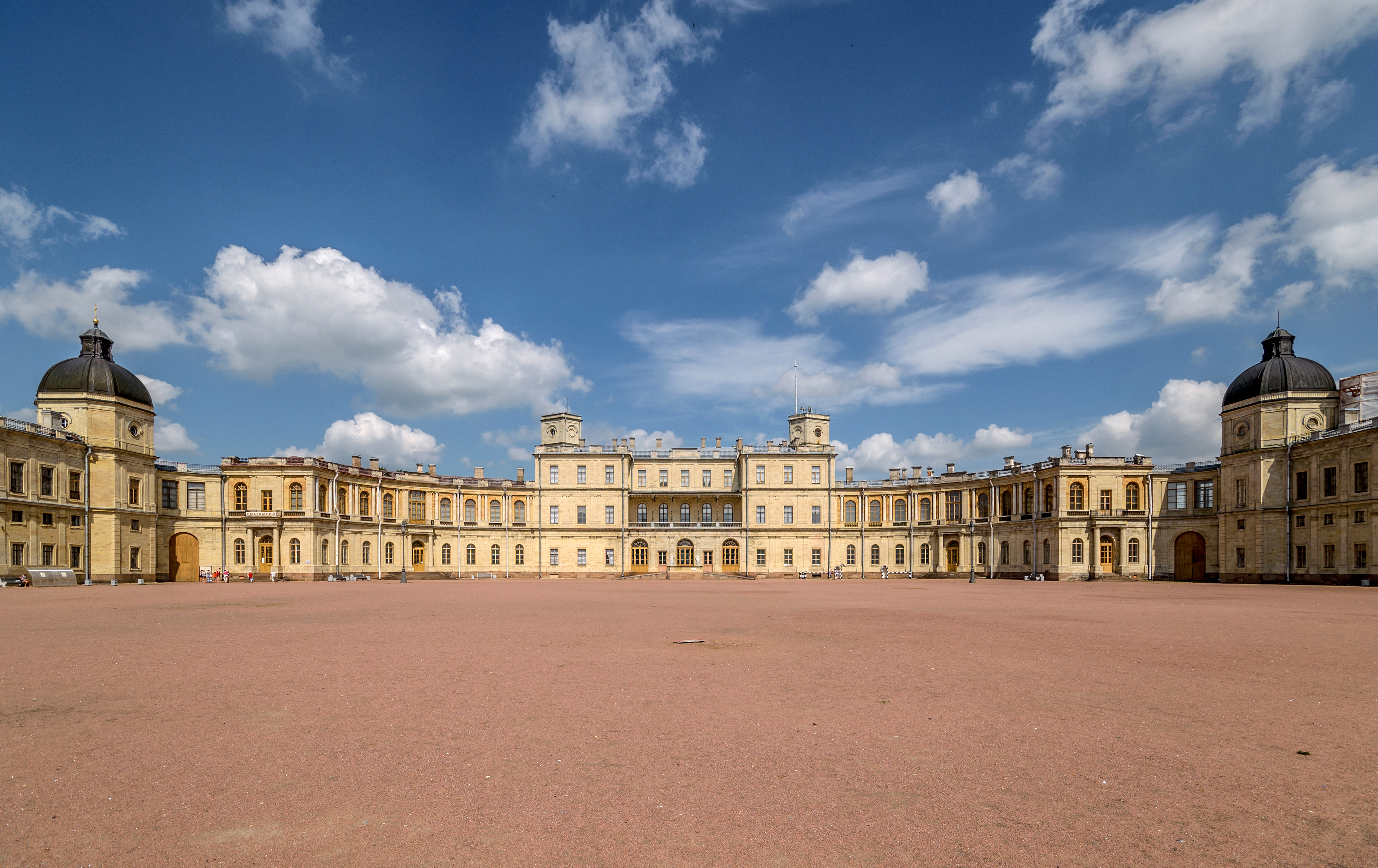
Большой Гатчинский дворец
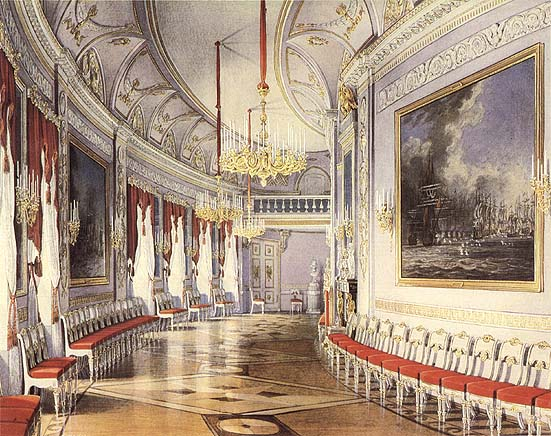
Чесменская галерея в Гатчинском дворце в 1877 году, худ. Э. П, Гау
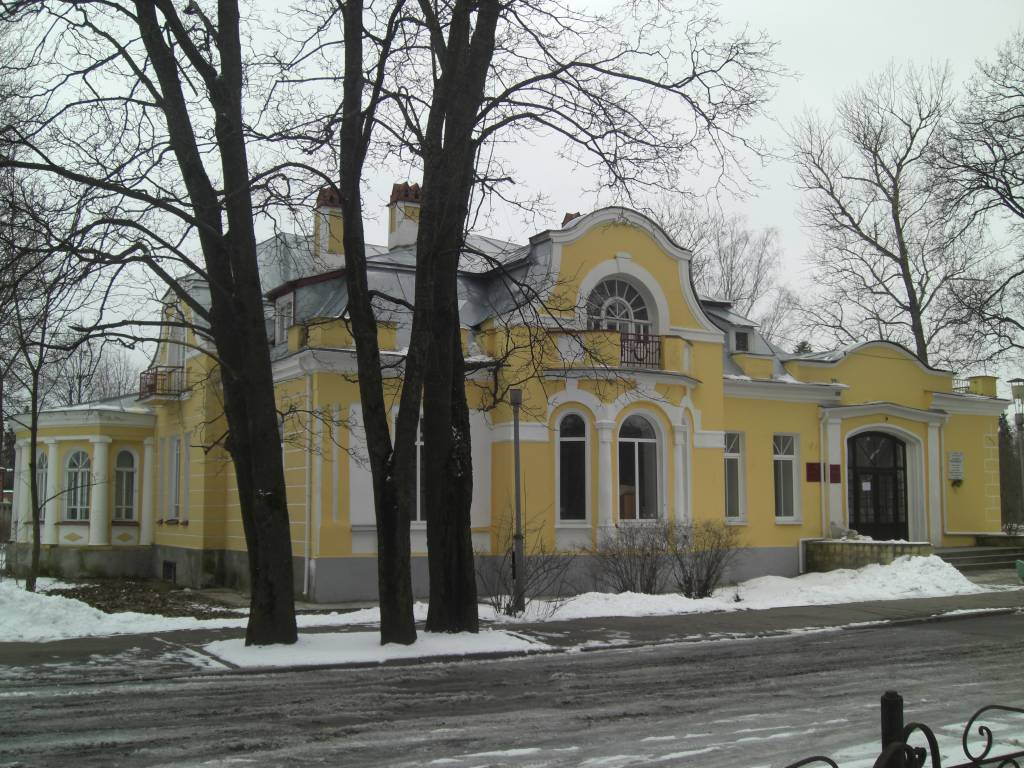
Особняк С. И. Рожденственского на улице Хохлова

## Религия и культовые сооружения

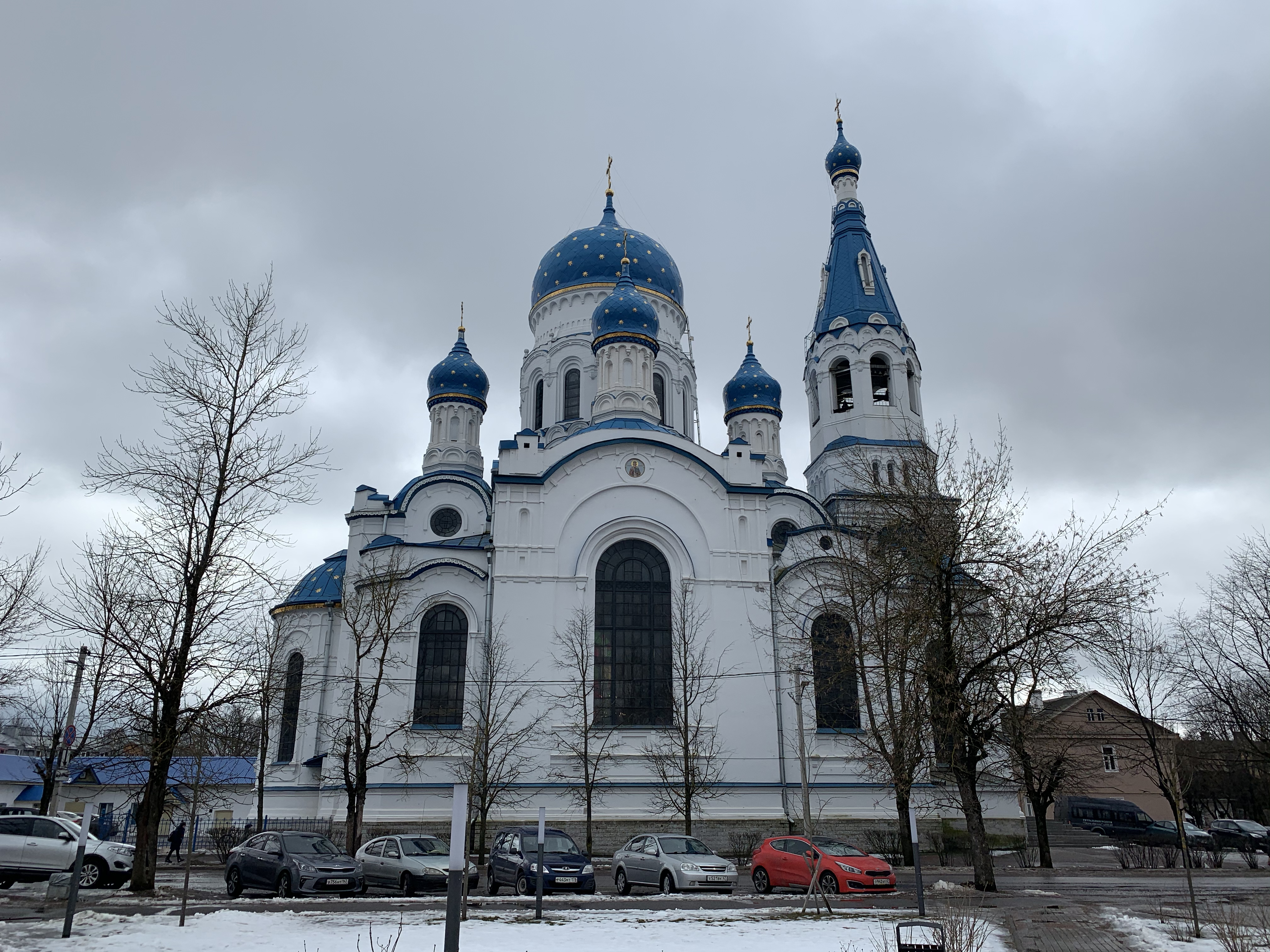
Собор Покрова Пресвятой Богородицы в Гатчине

Гатчина — один из немногих городов России, упоминаемых в календаре Русской православной церкви в названиях праздников. Введённый Правительствующим синодом в 1800 году, праздник Перенесения в Гатчину части Креста Господня отмечается с тех пор 12 (25) октября не только русской, но рядом других автокефальных поместных православных церквей, в том числе Сербской.
Праздник (полное название — «Перенесение из Мальты в Гатчину части древа Животворящего Креста Господня, Филермской иконы Божией Матери и десной руки святого Иоанна Крестителя») был установлен в память поднесения Павлу I Мальтийским орденом трёх названных святынь, которые 12 (23) октября 1799 года были помещены в Гатчинской дворцовой церкви. В декабре того же года святыни были перевезены в Петербург, где они хранились в Большой церкви Зимнего дворца. С 1852 года ко дню праздника реликвии ежегодно возвращали на месяц из Зимнего дворца в собор Святого апостола Павла.
В настоящее время наибольшее распространение в Гатчине имеет православие. Самой старой культовой постройкой в городе является церковь Гатчинского дворца — храм Пресвятой Живоначальной Троицы. Церковь находится в Кухонном каре дворца и была устроена во второй половине XVIII века ещё при графе Орлове. Она использовалась царской семьёй, в ней проходили богослужения, венчания членов семьи, хранились ценные православные святыни. После Октябрьской революции церковь была закрыта и снова стала действующей только в 1999 году.
Главный храм города — пятиглавый собор Святого апостола Павла на пешеходной Соборной улице, построенный в 1846—1852 годах по проекту архитектора Романа Кузьмина в русско-византийском стиле.
Другим крупным православным храмом в центре города является Покровский собор, построенный в 1895—1914 годах по проекту архитектора Леонида Харламова. В Егерской слободе построена церковь Покрова Пресвятой Богородицы. На городском кладбище в Загвоздке находятся руины Церкви Всех Святых, а также Храм-часовня Святого Иоанна Предтечи. При Центральной районной больнице действует церковь св. Пантелеймона, а при гимназии им. К. Д. Ушинского — храм св. Князя Александра Невского.
Также в Гатчине действуют католические и протестантские церкви:
- евангелическо-лютеранская церковь Святого Николая, называемая также Николаевской кирхой;
- лютеранская церковь Святого Петра (Колпанская кирха);
- Руины католического храма Пресвятой Девы Марии Кармельской, в восстановленной части которого проводятся богослужения[135];
- Гатчинская церковь евангельских христиан-баптистов (Варшавская ул., 7/1б).
- Гатчинская объединённая методистская церковь «Милосердие» (ул. К. Маркса, 63)

В различное время существовало несколько городских кладбищ:
- Старое кладбище, основано в конце XVIII века, закрыто в 1851 году, уничтожено в середине XX века
- Новое кладбище — основано в 1851 году, официально закрыто
- Пижменское кладбище — основано в 1982 году, современное городское кладбище
- Малоколпанское кладбище в Малых Колпанах, существовало с 1640 года по 1970-е годы, уничтожено
- некрополи при культовых сооружениях: соборе Святого апостола Павла, Покровском соборе, церкви Покрова Пресвятой Богородицы

## Наука
В черте города располагается крупный научный центр — ФГБУ «Петербургский институт ядерной физики имени Б. П. Константинова» с ядерными реакторами ВВР-М и ПИК и протонным ускорителем.
Другими научными организациями города являются:
- филиал ЦНИИ конструкционных материалов «Прометей» (разрабатывает материалы для военных и гражданских судов, атомной энергетики, нефтегазодобывающей и нефтегазоперерабатывающей промышленности и других отраслей);
- филиал ФГУП НПО «Радиевый институт им. В. Г. Хлопина» — Научно-Экспериментальный Комплекс, занимающийся проведением испытаний радиохимических технологических процессов на реальных высокоактивных материалах;
- филиал ОАО Концерн «Центральный научно-исследовательский институт „Электроприбор“» — ведущего института России в области высокоточной навигации, гироскопии и гравиметрии;

В городе планируется создание «Гатчинского центра наноэлектроники» — научно-технологического инкубационного центра электронной индустрии, первого в России частного отечественного научно-исследовательского института.
В здании бывших Дворцовых конюшен располагается филиал Центрального архива ВМФ Министерства обороны Российской Федерации (бывший Центральный военно-морской архив).

## Образование

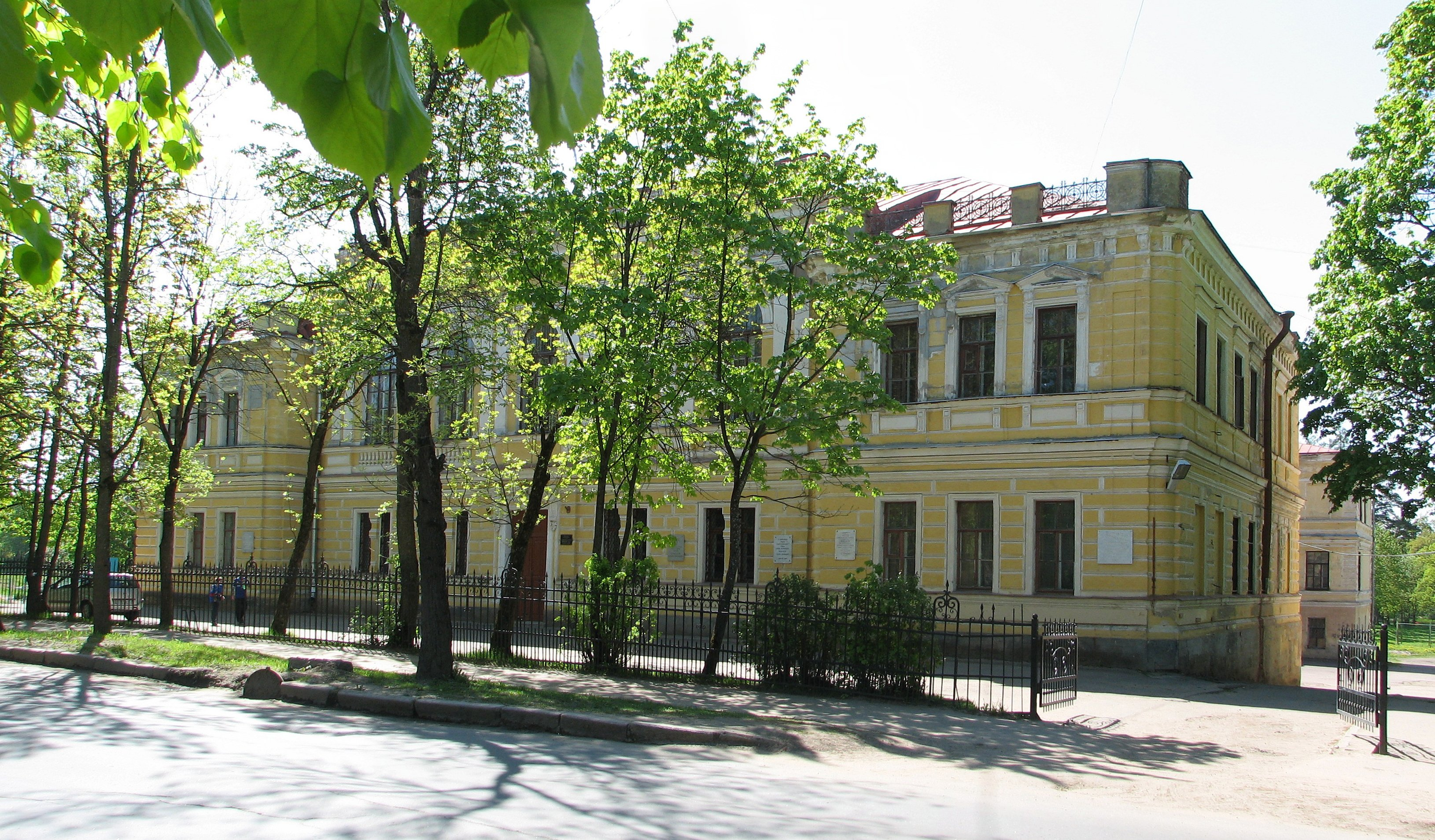
Школа № 4

В Гатчине имеется 16 муниципальных дошкольных образовательных учреждений, а также один частный детский сад. По состоянию на 2008 год очередь в детские сады города составляла 2275 человек.
Учреждениями среднего общего образования Гатчины являются девять муниципальных школ, Лицей № 3 имени Героя Советского Союза А. И. Перегудова, гимназия имени К. Д. Ушинского, базовая школа Педагогического колледжа, а также три частные школы.
С 1996 года в Гатчине действует Гатчинский государственный университет (бывш. ГИЭФПТ). Также в городе расположен филиал Санкт-Петербургского института внешнеэкономических связей, экономики и права, Педагогический колледж имени К. Д. Ушинского. В Институте ядерной физики и в Радиевом институте ведётся обучение аспирантов и докторантов по ядерно-физическим и химическим специальностям, действуют диссертационные советы.

## Культура
Основными центрами развития культуры в городе являются Дом культуры, Дворец молодёжи и Центр творчества юных. На их базе работает большое количество любительских творческих коллективов, среди которых: театр костюма «Катюша», ансамбль гусляров «Перезвон», театр «За углом», народный цирк «Гротеск», танцевально-спортивный клуб «Эльдорадо», молодёжная капелла «Гармония» им. И. В. Рогановой. На базе детской музыкальной школы действует городская филармония. Кроме того на площадке Центра творчества юных играет свои спектакли муниципальный детский юношеский театр «Встречи».
Ежегодный городской праздник — «Славься, Гатчина» — проводится в третью субботу сентября.
В Гатчине имеется три кинотеатра — «Победа», «Cubus» и «Пилот». В кинотеатре «Победа» с 1995 года ежегодно проводится российский кинофестиваль «Литература и кино».
Центральная городская библиотека носит имя А. И. Куприна. Она имеет два филиала (в микрорайонах Хохлово поле и Мариенбург). Кроме того, с 1945 года в Гатчине работает детская библиотека, а в микрорайоне Аэродром располагается центральная районная библиотека имени А. С. Пушкина.

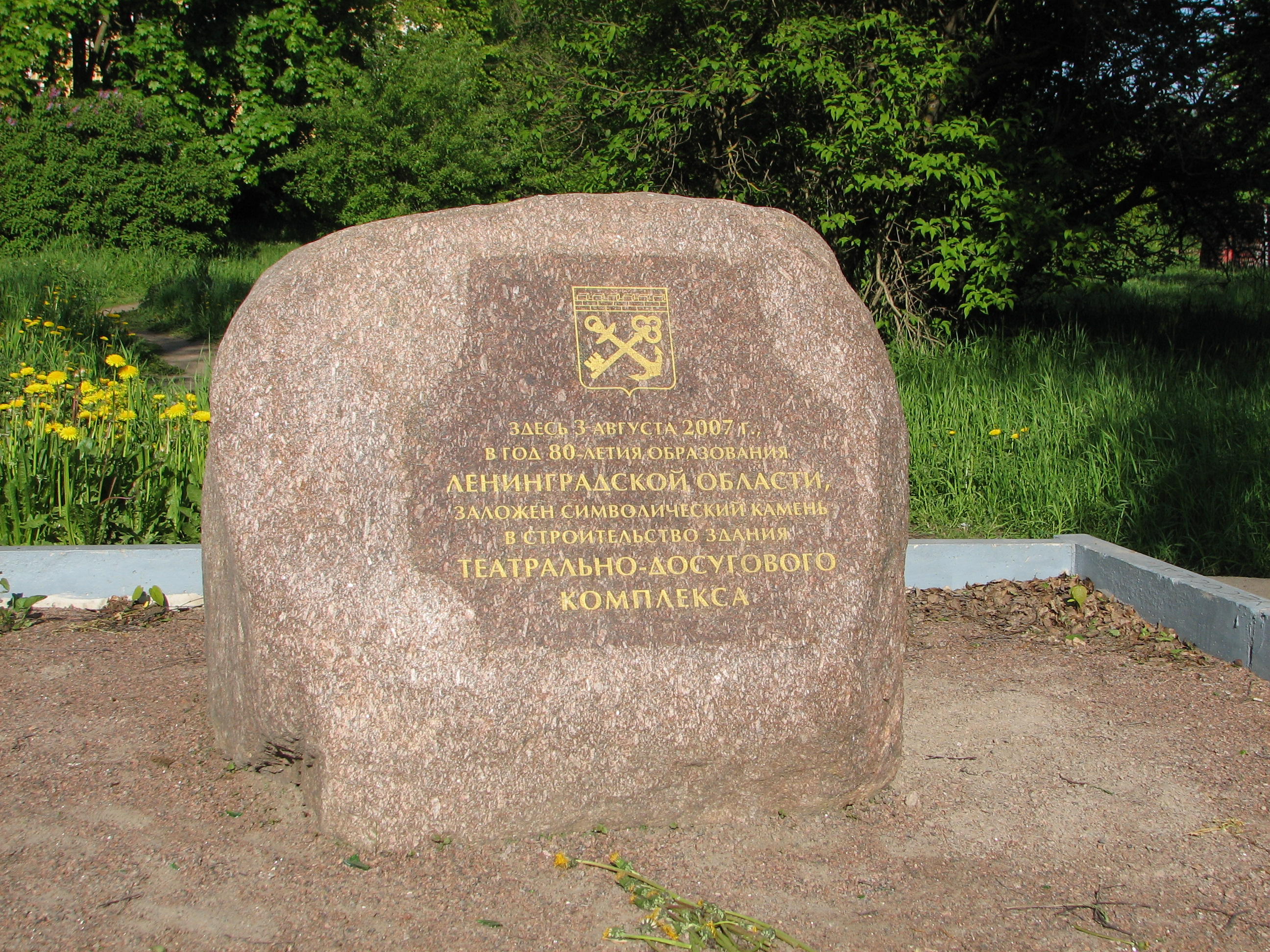
Камень на месте планировавшегося областного театра

В Гатчине планировалась постройка музыкально-драматического театра на 600 мест. Символический первый камень в основание театра был заложен летом 2007 года во время празднования 80-летия Ленинградской области. Однако возможное строительство театра в исторически сложившемся архитектурном ансамбле подвергается критике со стороны общественности. В итоге 9 октября 2012 года власти Ленинградской области объявили об отказе от строительства театра.

### Музеи
- Государственный историко-художественный дворцово-парковый музей-заповедник «Гатчина» — Санкт-Петербургское государственное учреждение культуры
- Музей-усадьба П. Е. Щербова — филиал Ленинградского областного государственного учреждения культуры «Музейное агентство»
- Музей города Гатчины — муниципальное учреждение культуры
- Музей истории авиационного двигателестроения и ремонта — на базе ОАО «218-й авиационный ремонтный завод»
- Детский музей открытки — на базе школы № 8[151]
- Музей истории Первого военного аэродрома России — на базе школы № 2[152]
- Музей Военно-морской славы — на базе школы-интерната[153]

## Физическая культура и спорт
Муниципальные спортивные учреждения Гатчины находятся в оперативном управлении муниципального учреждения «Гатчинский городской спортивно-досуговый центр». В его состав входят:
- Физкультурно-оздоровительный комплекс «Мариенбург» (спортивный зал, футбольное поле с искусственным покрытием, два бассейна, сауна, тренажёрный зал)
- Универсальный спортивный зал «Маяк»
- Стадион «Балтийский» (футбольное поле и два открытых теннисных корта)
- Центр спортивных единоборств и туризма
- Шахматный клуб «Дебют» (три турнирных зала)

Другими учреждениями в сфере физической культуры и спорта в Гатчине являются:
- Физкультурно-оздоровительный комплекс «Арена» (муниципальное учреждение)
- Городская школа спортивного бального танца «Олимпия» (муниципальное учреждение)
- Стадион «Спартак»
- Дом физкультуры Петербургского института ядерной физики имени Б. П. Константинова РАН (спортивный зал, два плавательных бассейна)
- Спортивно-оздоровительный комплекс «Маяк» завода «Буревестник» (спортивный зал и плавательный бассейн)

На базе этих объектов действуют три муниципальные детско-юношеские спортивные школы.
В парке «Зверинец» проводятся соревнования по лыжному спорту. В 2009 году торжественно открыт освещённый участок трассы.
С 2007 года в Гатчине ежегодно проводится этап Кубка Европы по бадминтону «Белые ночи». С 2008 года местом его проведения является новый спорткомплекс «Арена» в микрорайоне Аэродром.
В 2009 году объявлено о планах по строительству в Гатчине нового футбольного стадиона на 10 тысяч зрителей, однако в 2016 году от этих планов отказались, сочтя более целесообразным реконструкцию существующего стадиона «Спартак».
В городе проводится Гатчинский полумарафон — соревнование по бегу, в котором принимают участие профессиональные спортсмены и любители.
Две футбольные команды — «Гатчина» и «Эликорт» в 2018 году принимали участие в любительском первенстве России территориальной зоны «Северо-Запад» («Гатчина» также играла в чемпионате Ленинградской области). На сезон-2019 в чемпионат Ленинградской области была заявлена команда спортивной школы «Ленинградец» (Гатчина).
В 1990-х годах ФК «Гатчина» участвовал в первенстве России среди команд мастеров.

## Города-побратимы
- Котбридж, Шотландия, Великобритания[159]
- Эскильстуна, Швеция
- Эспоо, Финляндия
- Эттлинген, Германия[160]
- Лексингтон, Массачусетс, США[161]
- Кишинёв, Молдова[162]
- Несвиж, Беларусь